# Palazzo Venezia (Rome)

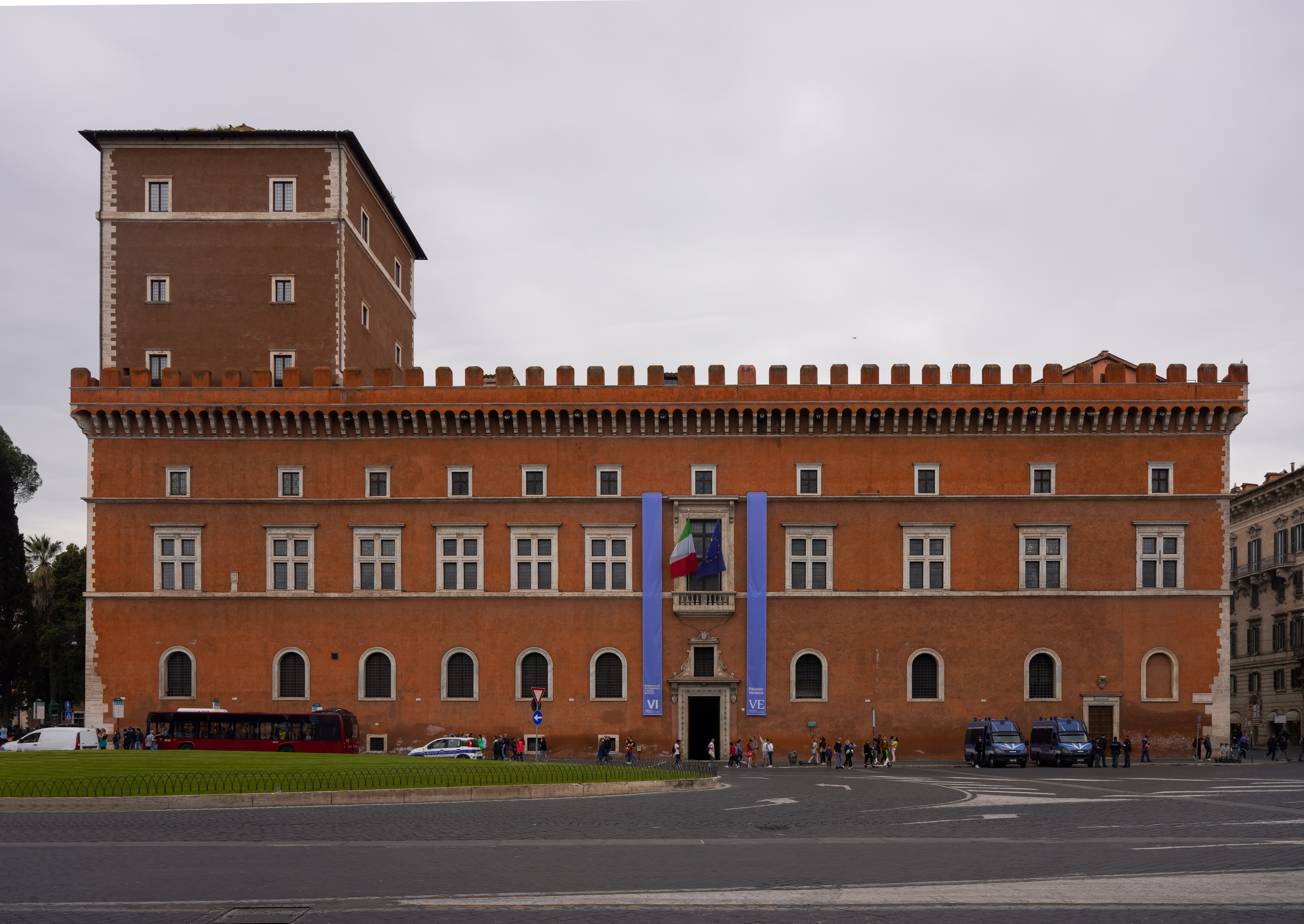
Palazzo Venezia. Links achter de bomen de portiek van de San Marcobasiliek, rechts Piazza Venezia.

Het Palazzo Venezia is een paleis in de Italiaanse hoofdstad Rome gelegen aan Piazza Venezia. Het is een van de eerste grote burgerlijke bouwwerken uit de renaissance in Rome.

## Geschiedenis

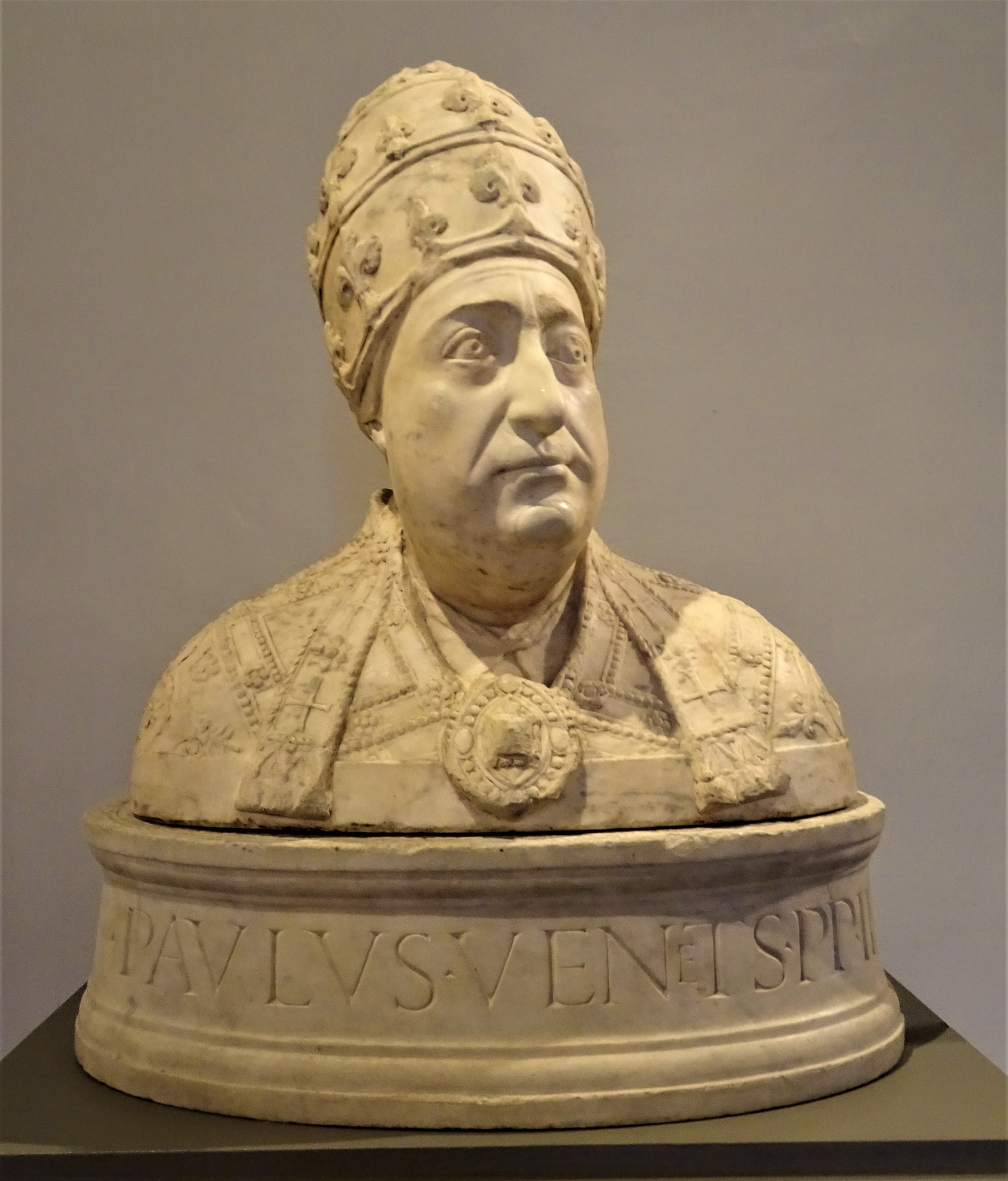
borstbeeld van paus Paulus II door Mino da Fiesole

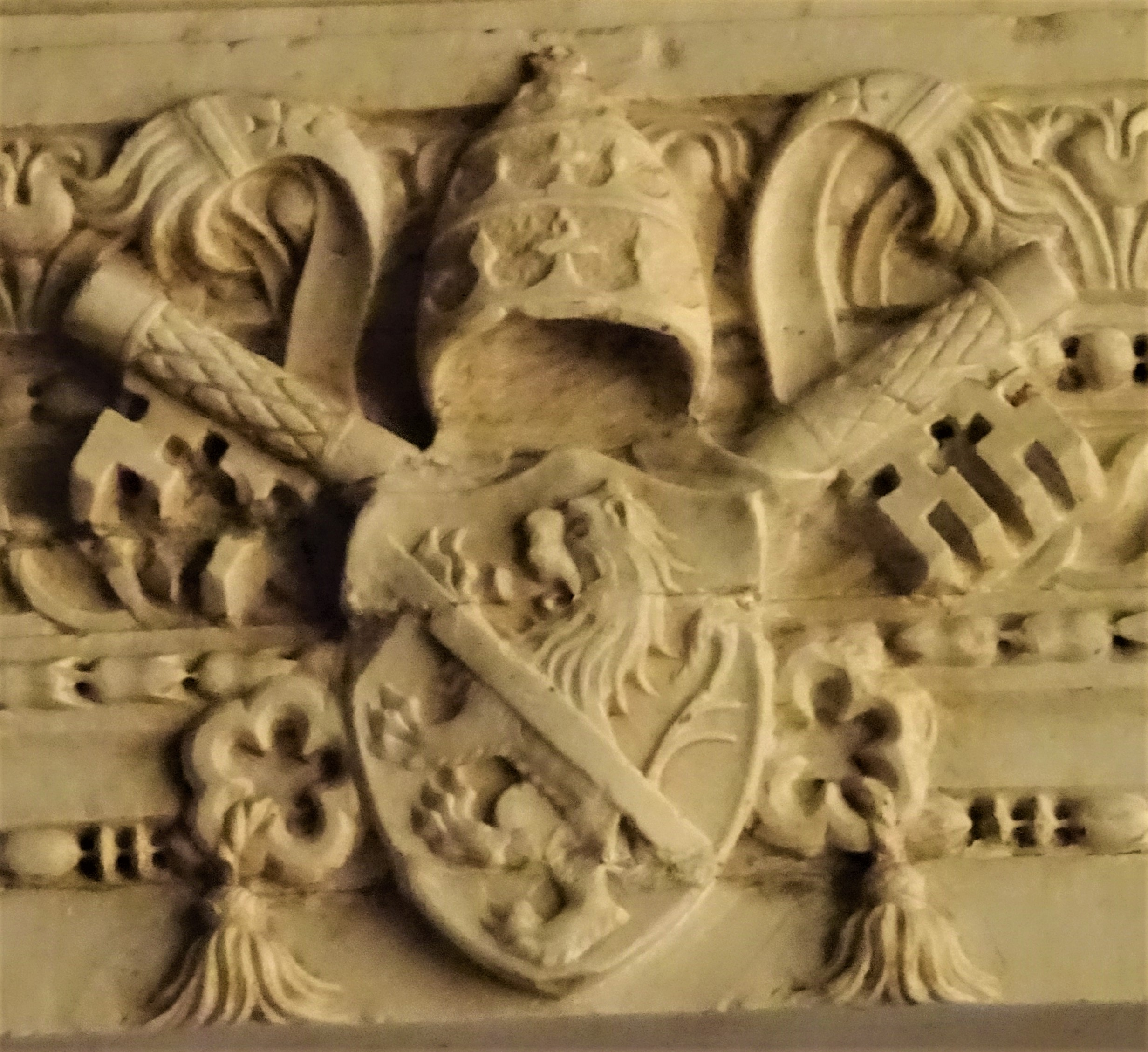
wapenschild van paus Paulus II

Het eerste gedeelte van dit gebouw werd vanaf 1455 opgericht door kardinaal Pietro Barbo, die het liet aansluiten bij zijn titelkerk, de basiliek van San Marco Evangelista al Campidoglio. Dit oudste gedeelte ligt tussen de basiliek en de ingang aan de Piazza Venezia. Eenmaal Pietro Barbo was verkozen tot paus Paulus II (1464-1471) liet hij het gebouw uitbreiden met het gedeelte rechts van de ingang aan Piazza Venezia. Na hem werd de bouw nog verdergezet door de volgende kardinaal-titularissen van de San Marcobasiliek, met name door Marco Barbo neef van Pietro, en door Lorenzo Cybo. Deze laatste voegde er het gedeelte aan toe ten westen van de ingang aan  de Via del Plebiscito. Het palazzo beslaat thans het volledige huizenblok tussen Piazza Venezia, Via del Plebiscito, Via degli Astalli en Piazza di San Marco, en omsluit de basiliek.    
Verschillende architecten hebben meegewerkt aan dit gebouw; hierbij worden de namen genoemd van Giuliano da Maiano, Bernardo Rossellino, Mino da Fiesole, Francesco del Borgo en anderen. Of ook de bekende architect en architectuur-theoreticus Leon Battista Alberti zelf heeft meegewerkt aan dit palazzo kan niet met zekerheid worden bevestigd, maar zijn invloed wordt er wel in herkend. Voor de bouw werd onder andere gebruikgemaakt van travertijn afkomstig van het Colosseum, dat in die eeuwen vaak als een steengroeve werd gebruikt. 
Ook na zijn verkiezing tot paus bleef Pietro Barbo in dit paleis wonen, dat aldus de status kreeg van pauselijke residentie. Ook de volgende pausen verbleven er regelmatig: het palazzo fungeerde als alternatief voor de Vaticaanse paleizen en als ontvangstruimte bij plechtige gelegenheden. Paus Paulus III (1534-1549) gebruikte het als zomerverblijf. Het palazzo bleef pauselijk bezit tot paus Pius IV het in 1564 aan de republiek Venetië schonk als residentie voor de ambassadeurs van de dogestad bij de Heilige Stoel. In deze periode kreeg het de naam Palazzo di Venezia. Voorwaarde bij de schenking was wel dat de Cybo-appartementen ter beschikking moesten  blijven staan van de kardinalen. Vooral tijdens de Venetiaanse periode werden de zalen van het palazzo heringericht en kregen ze een nieuwe decoratie.
Vanaf 1797 kwam Venetië onder Oostenrijks (later Oostenrijks-Hongaars) bewind te staan, en werd Palazzo Venezia de zetel voor de Oostenrijkse ambassadeur. Op een korte onderbreking na gedurende de Franse overheersing van Rome (1805-1815) bleef het de Oostenrijkse ambassade tot in 1916. In dat jaar onteigende en nationaliseerde Italië het palazzo als vergelding voor de bombardementen op Venetië door de Oostenrijkse troepen in de Eerste Wereldoorlog. Kort nadien werd het palazzo gerestaureerd en werd de oorspronkelijke decoratie zo goed mogelijk hersteld. Vervolgens werd er een museum voor middeleeuwse en renaissancekunst in ondergebracht.
In 1929 vestigde Benito Mussolini, de leider van het fascisme in Italië, de zetel van zijn regering en zijn eigen kantoor als regeringsleider in het Palazzo Venezia. Meermaals sprak hij het verzamelde volk toe van op het balkon aan Piazza Venezia. De Grote Raad (Gran Consiglio del Fascismo) hield zijn bijeenkomsten in de sala del mappamondo, en besloot in diezelfde zaal op 25 juni 1943 tot het einde van het fascistische regime. 
Thans zijn in het palazzo ondergebracht: 
- het Museo nazionale del Palazzo di Venezia,
- de Biblioteca di Archeologia e Storia dell’Arte
- en de Soprintendenza per i Beni  artistici e storici di Roma (de Inspectie voor artistiek en historisch erfgoed van Rome).

## Beschrijving

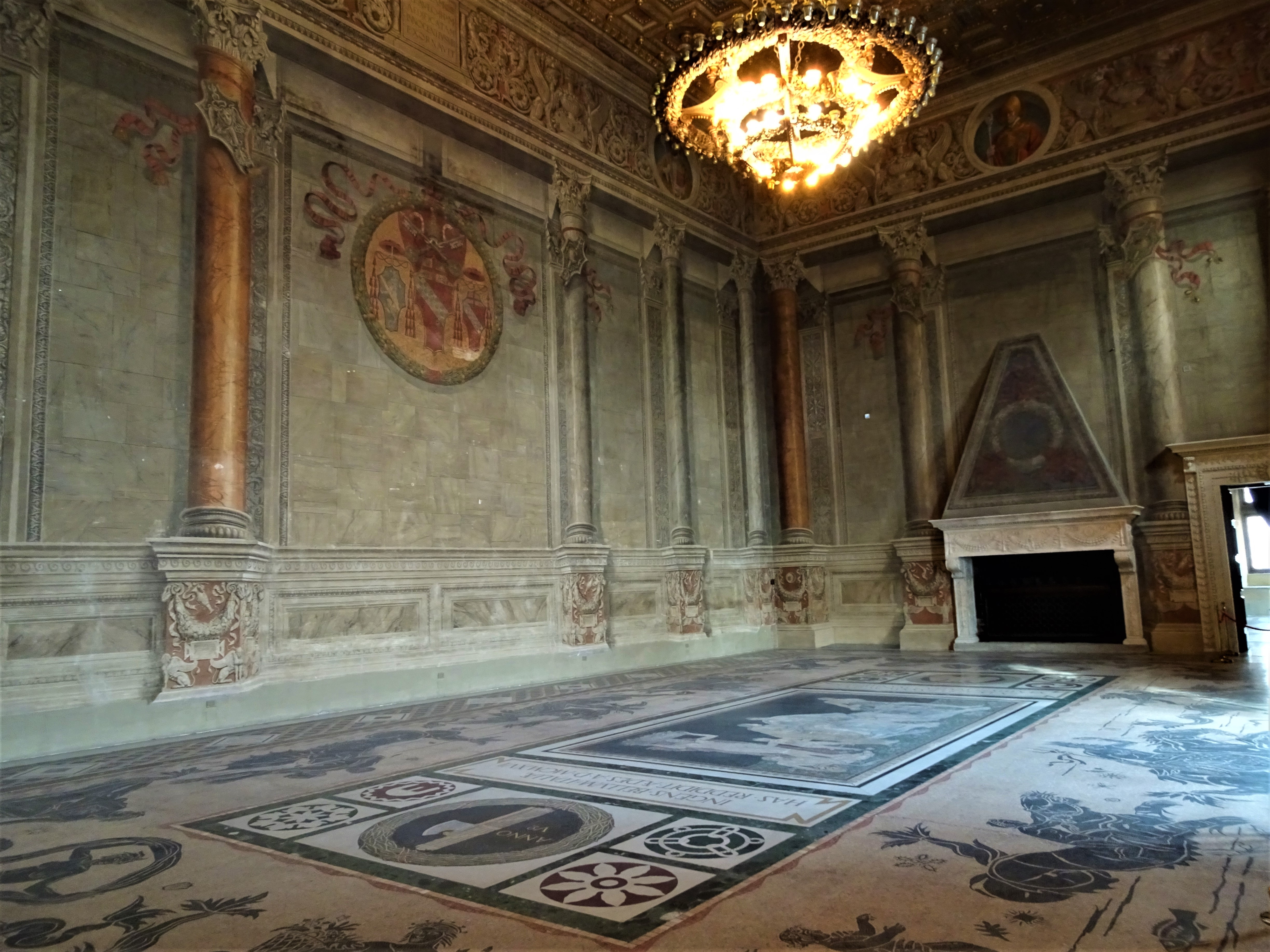
Sala del mappamondo

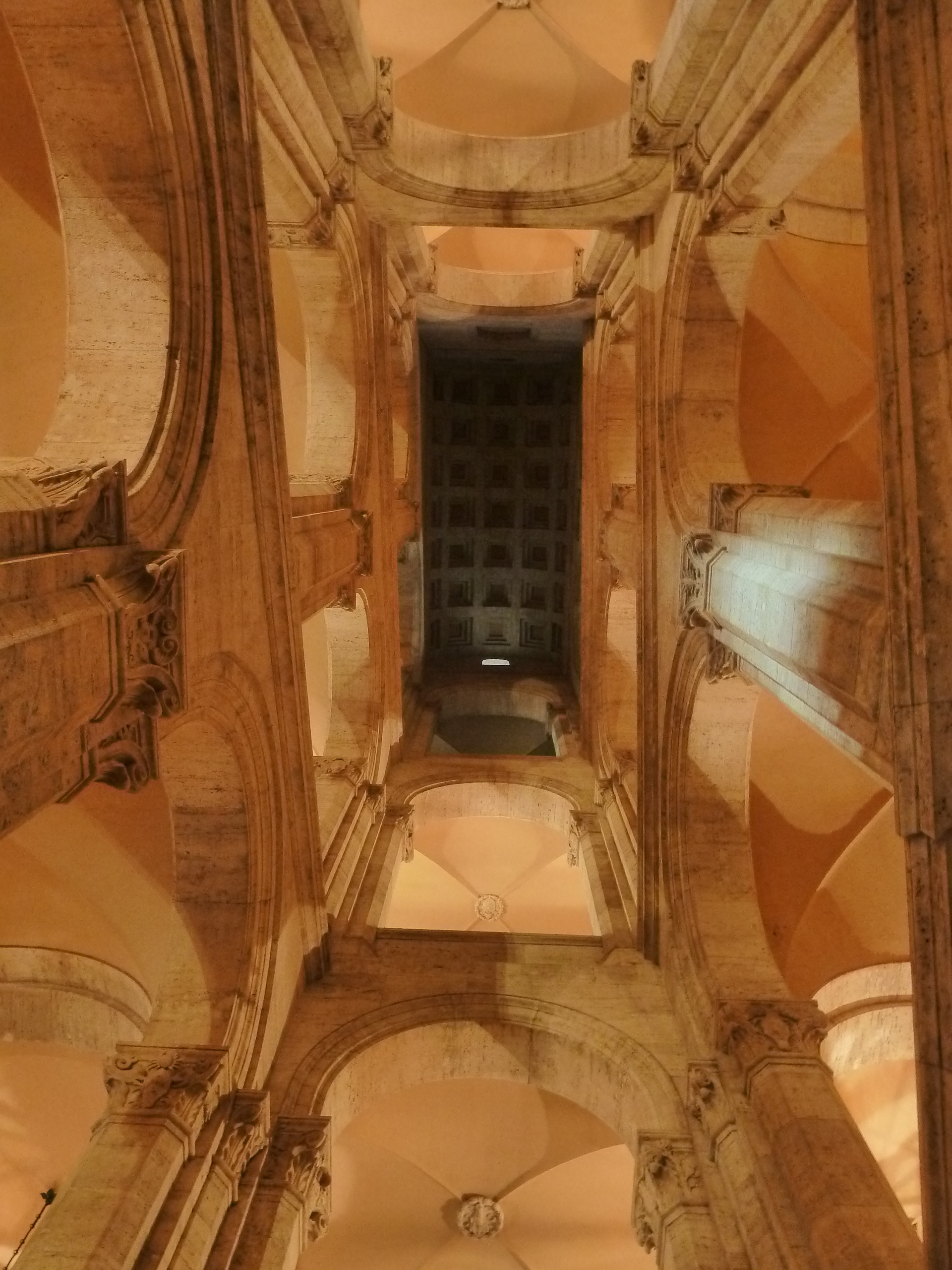
de scala nova

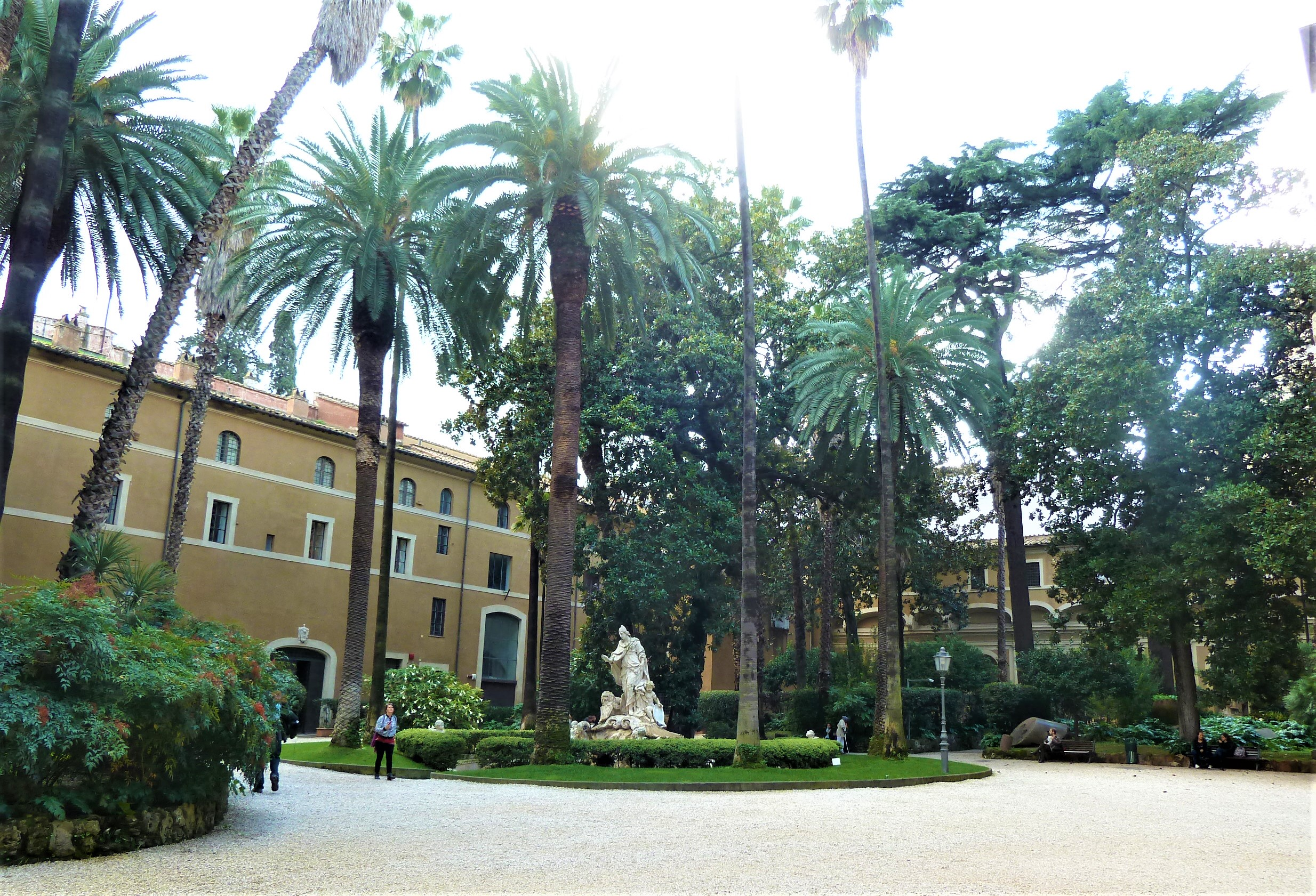
binnentuin van Palazzo Venezia

Opvallend is de robuuste toren aan de zuidzijde van het palazzo, naast de San Marcobasiliek. Het gaat om een middeleeuwse toren uit de 12de of 13de eeuw, een van de talrijke torens die de adellijke families in de Middeleeuwen (en vooral in de periode 900-1300) in Rome hadden laten oprichten als versterkte woning. Bij de bouw van Palazzo Venezia werd deze toren geïncorporeerd en verhoogd, en aan de bovenrand afgezoomd met vierkante welfische kantelen. In het midden van de 16de eeuw werd de toren ontdaan van zijn kantelen en bedekt met een laag puntdak. 
De stijl van het palazzo maakt duidelijk dat het op de overgang staat van middeleeuwen naar renaissance. De robuuste toren en de kantelen en kraagstenen op die toren en op het palazzo zelf zijn nog typisch middeleeuwse kenmerken. De gevel is sober, maar de kruisramen op de eerste verdieping zijn kenmerkend voor de renaissance.  De portiek en loggia rond de binnentuin zijn duidelijk geïnspireerd op het Colosseum: de renaissance nam immers de Oudheid tot voorbeeld. Het balkon aan de zijde van Piazza Venezia werd pas in 1715 toegevoegd. 
Behalve de ingang aan Piazza Venezia is er een tweede langs de Via del Plebiscito. Aan de rechterzijde van de hal ligt een monumentale  trap, volledig in travertijn, die rechthoekig oploopt rond een open ruimte. Hij wordt de scala nova (nieuwe trap) genoemd: hij werd pas in 1924-1930 gebouwd ter vervanging van de vroegere trappartij maar imiteert duidelijk de stijl van de 15de eeuw. De kapitelen van de ongeveer 150 travertijnen zuilen van de trap zijn versierd met reliëfs. Een aantal van de kapiteeldecoraties verwijst naar de oorlogen die Italië tegen Oostenrijk heeft gevoerd in 1866 en 1915-1918, en andere naar het verleden van het palazzo en naar Venetië als zeemogendheid. 
De benedenverdieping van het palazzo werd oorspronkelijk gebruikt als dienstruimten. Op de piano nobile op de eerste verdieping liggen ruime ontvangstzalen. Te beginnen vanaf de scala nova zijn dat achtereenvolgens:   
- de 37 meter lange sala regia of sala maxima, waar de hoogste gasten werden ontvangen door de paus;
- in de hoek van de Via del Plebiscito en Piazza Venezia ligt de sala del concistoro, genoemd naar de bijeenkomsten van kardinalen die hier tot in 1597 doorgingen;
- en de sala del mappamondo, "de zaal van de wereldkaart". Deze zaal ligt achter het centrale balkon aan Piazza Venezia en de twee vensters rechts ervan. De wereldkaart waarnaar de zaal nog steeds wordt genoemd was in de 15de eeuw bevestigd op de noordelijke muur van de zaal, maar ging reeds in de 17de eeuw verloren. De fresco's op de muren van deze zaal zijn van de hand van Andrea Mantegna en werden gerestaureerd in het begin van de 20ste eeuw. Eveneens uit de 20ste eeuw dateert de mozaïekvloer die geïnspireerd  is op de mozaïeken in de Thermen van Neptunus in Ostia.

Verder in de richting van Piazza San Marco, dus in het oudste gedeelte van het gebouw, liggen de (ruime) privévertrekken, appartamento Barbo genoemd. Vanuit deze privévertrekken bereikt men ook de loggia delle benedizioni (zegeningen-loggia), gebouwd bovenop de portiek van de San Marcobasiliek. 
De binnentuin van Palazzo Venezia is gedeeltelijk omgeven door een portiek en een loggia. Deze tuin is vrij toegankelijk. De fontein in het midden ervan dateert uit 1729, toen dit palazzo de ambassade was van de Venetiaanse republiek. Het beeld in de fontein stelt het huwelijk van Venetië met de zee voor (Sposalizio di Venezia con il Mare): Venezia, voorgesteld als een dame en getooid met de dogemuts, gooit een ring in de zee, overeenkomstig de ceremonie die in Venetië eeuwenlang werd voltrokken.

## Museo del Palazzo di Venezia

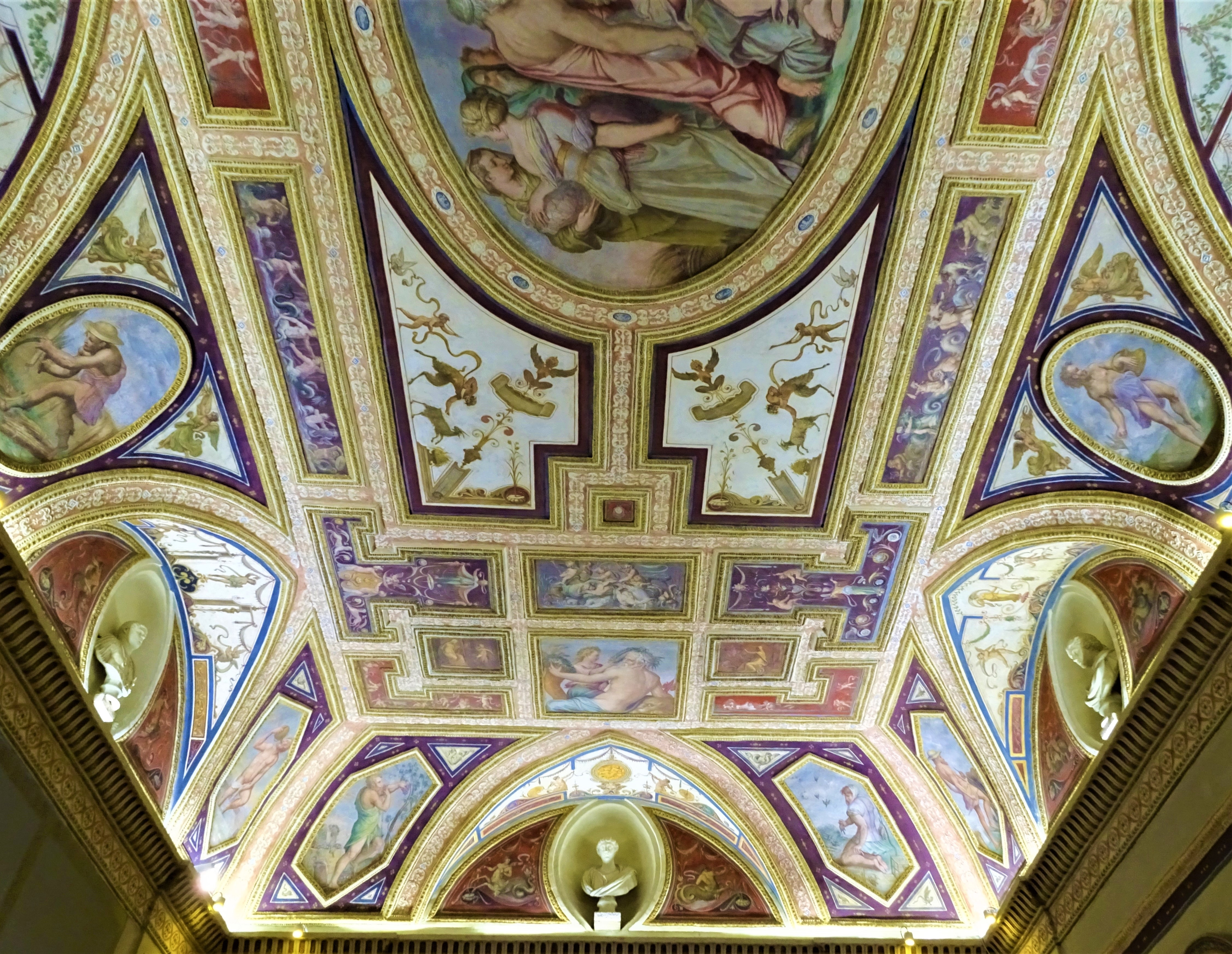
fresco van het Palazzo Altoviti

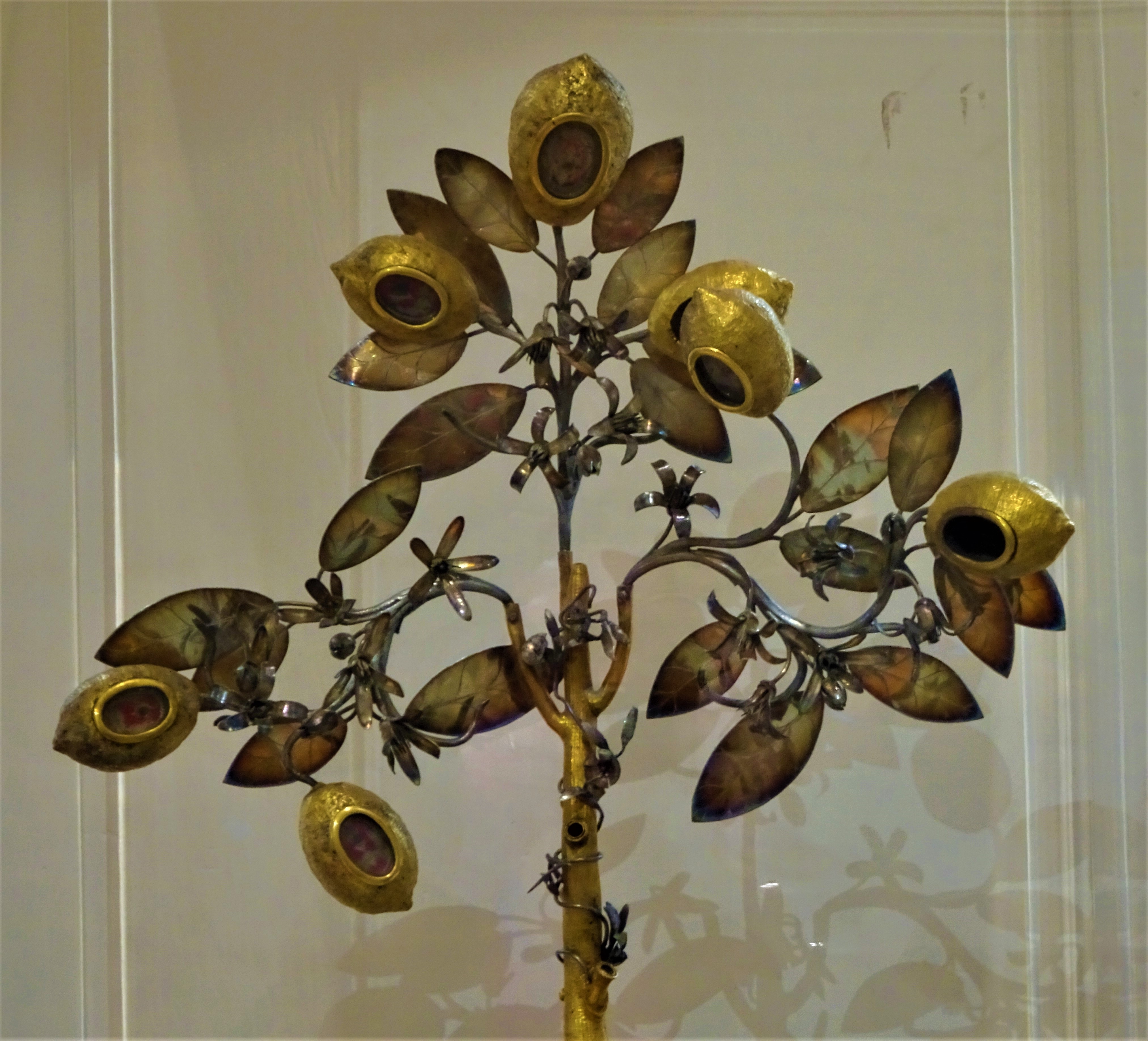
Siciliaanse relikwiehouder in de vorm van een citroenboom, in Museo del Palazzo di Venezia

Bij het bezoek aan Palazzo Venezia kan men de privévertrekken van de kardinaal en de ontvangstruimten op de eerste verdieping bezoeken, en aansluitend het Museo del Palazzo di Venezia. De collecties daarvan zijn ondergebracht in de Cybo-appartementen op de eerste verdieping (zijde Via del Plebiscito - Via degli Astalli) en in het Palazzetto Venezia.  
Dit museum bezit een uitgebreide collectie kunst- en gebruiksvoorwerpen uit de middeleeuwen en de renaissance, afkomstig uit Italië en elders: schilderijen, majolica's, beeldjes in brons of terracotta, zilverwerk, houten beelden, liturgische voorwerpen, Chinees en Turks porselein enzovoort. 
Bijzonder te vermelden zijn: 
- de fresco's die Giorgio Vasari in 1553 had gerealiseerd op de zoldering van een salon in Palazzo Altoviti. Dit 16de-eeuwse palazzo stond aan de oever van de Tiber nabij de Engelenbrug, en werd in 1888 afgebroken voor de bouw van de dijken en de aanleg van de Lungotevere. In de 20ste eeuw werden de fresco's van het salon overgebracht naar dit museum;
- Italiaanse, Duitse en Vlaamse wandtapijten;
- werken van Vlaamse meesters: het beeld de bewening van Christus van Jacob Corneliszoon Cobaert; twee bronzen beelden: De doedelzakspeler en De reiziger van Giambologna; het schilderij Portret van een vrouw van Frans Duquesnoy;
- borstbeeld van paus Innocentius X van Alessandro Algardi;
- borstbeeld van paus Paulus II door Mino da Fiesole;[2]
- terracotta beelden van Gian Lorenzo Bernini: het ontwerp voor een van de beelden op de Engelenbrug en voor het hoofd van De extase van de heilige Theresia;
- schilderwerken van Giorgione, Guercino, Carlo Maratta en Pisanello;
- een grote wapencollectie uit de 10de tot de 16de eeuw, vroeger in bezit van de adellijke familie Odescalchi;
- het lapidarium: een collectie marmeren fragmenten uit de oudheid, middeleeuwen en renaissance. Deze zijn tentoongesteld in de loggia op de eerste verdieping van het Palazzetto, vanwaar men ook zicht heeft op de rustige binnentuin ervan.

## Palazzetto Venezia

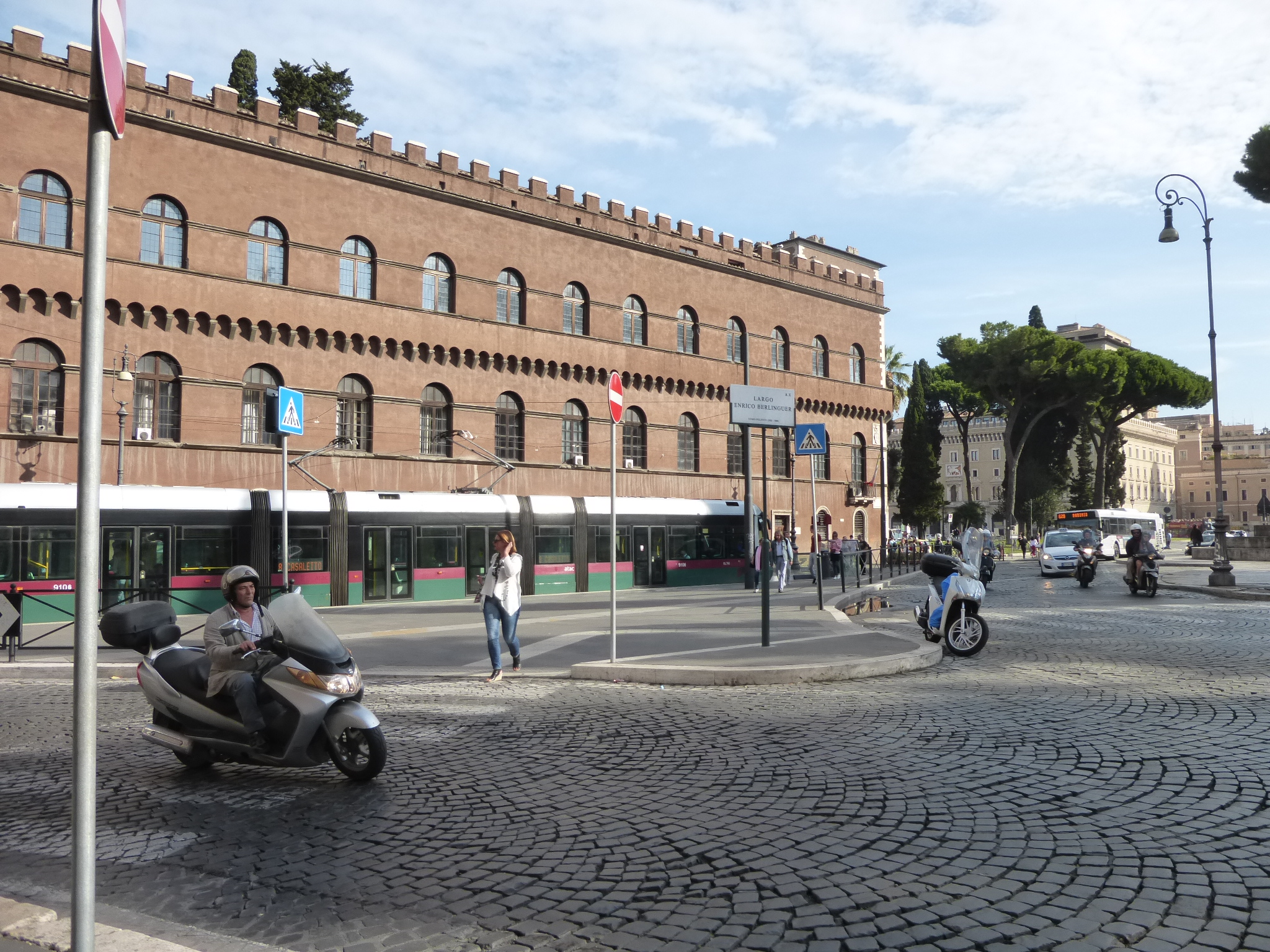
Palazzetto Venezia

Aan Palazzo Venezia werd in 1467 een trapeziumvormige, opgehoogde tuin toegevoegd, viridarium (groenzone) genoemd, die aan de vier zijden werd omgeven door open portieken met daarboven een loggia. Later werden de portieken aan de buitenzijde dichtgemaakt waardoor het geheel het uiterlijk kreeg van een klein palazzo. Het werd dan "Palazzetto di San Marco" genoemd, en later "Palazzetto Venezia".
Oorspronkelijk lag dit palazzetto aan de zuidzijde van Piazza Venezia en aan de oostzijde van Piazza San Marco, en grensde het aan de toren van Palazzo Venezia. In 1909-1911 werd het steen voor steen afgebroken, opdat men vanuit de Via del Corso en Piazza Venezia ruim uitzicht zou genieten op het Vittoriano dat toen werd opgetrokken. Na de afbraak werd Palazzetto Venezia  enigszins gewijzigd heropgebouwd aan de westzijde van de Piazza di San Marco, ongeveer 100 meter ten westen van zijn oorspronkelijke locatie.
De binnentuin is niet vrij toegankelijk maar kan wel vanaf de loggia van het palazzetto worden gezien bij bezoek aan het museum.

## Wetenswaardigheden

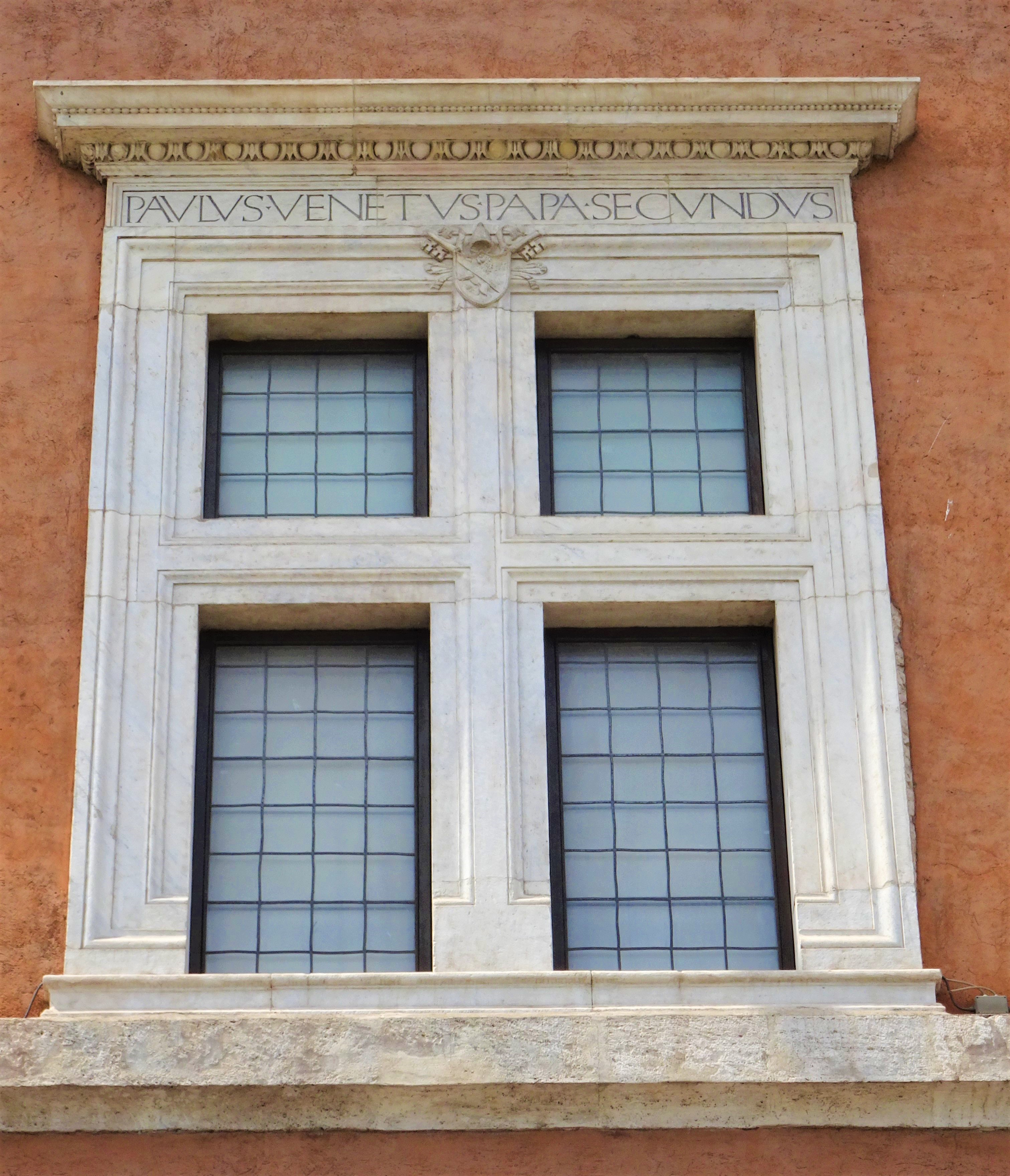
bovenaan het opschrift “Paus Paulus II van Venetië"

- Het gebouw kreeg pas de naam Palazzo Venezia toen het de ambassade van de republiek Venetië was geworden. De naam Venezia werd vervolgens overgenomen door het plein ernaast.
- Dat dit palazzo de residentie was van paus Paulus II blijkt uit het opschrift boven alle ramen op de eerste verdieping aan de zijde van Piazza Venezia, waar telkens is ingebeiteld "Paulus Venetus Papa secundus", d.w.z.: Paus Paulus II van Venetië.
- Palazzo Venezia stond model voor het Palazzo delle Assicurazioni Generali dat in het begin van de 20ste eeuw werd gebouwd aan de overzijde van Piazza Venezia, ter vervanging van de gebouwen die daar waren afgebroken om het plein te verbreden.
- In de binnentuin van Palazzo Venezia werden in 1916 de beroemde bronzen paarden van de San Marcobasiliek van Venetië in veiligheid gebracht, om ze te beschermen tegen de Oostenrijkse bombardementen op die stad en tegen mogelijke kunstroof tijdens de Eerste Wereldoorlog. In april 1919 werden de beelden teruggebracht naar Venetië.

## Fotogalerij

### Historische prenten

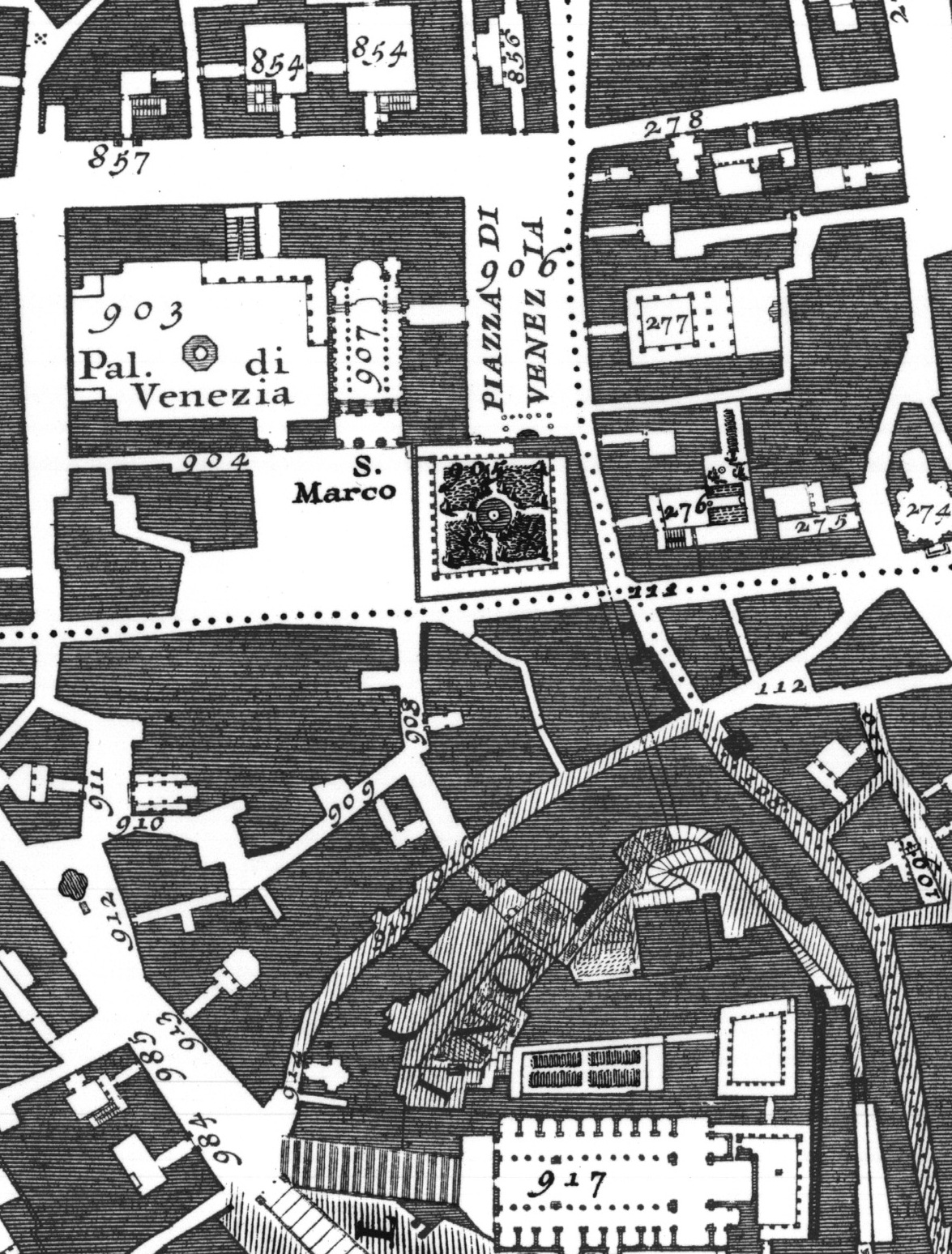
Giovanni Battista Nolli (1748): Piazza Venezia, met het Palazzetto nog op de oorspronkelijke locatie
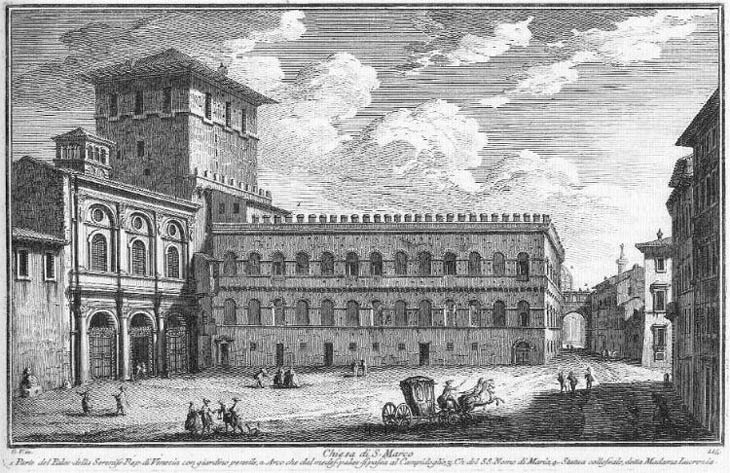
Giuseppe Vasi (midden 18de eeuw): de San Marcobasiliek, Torre della Biscia en Palazzetto Venezia. Gezien vanuit het zuidwesten.
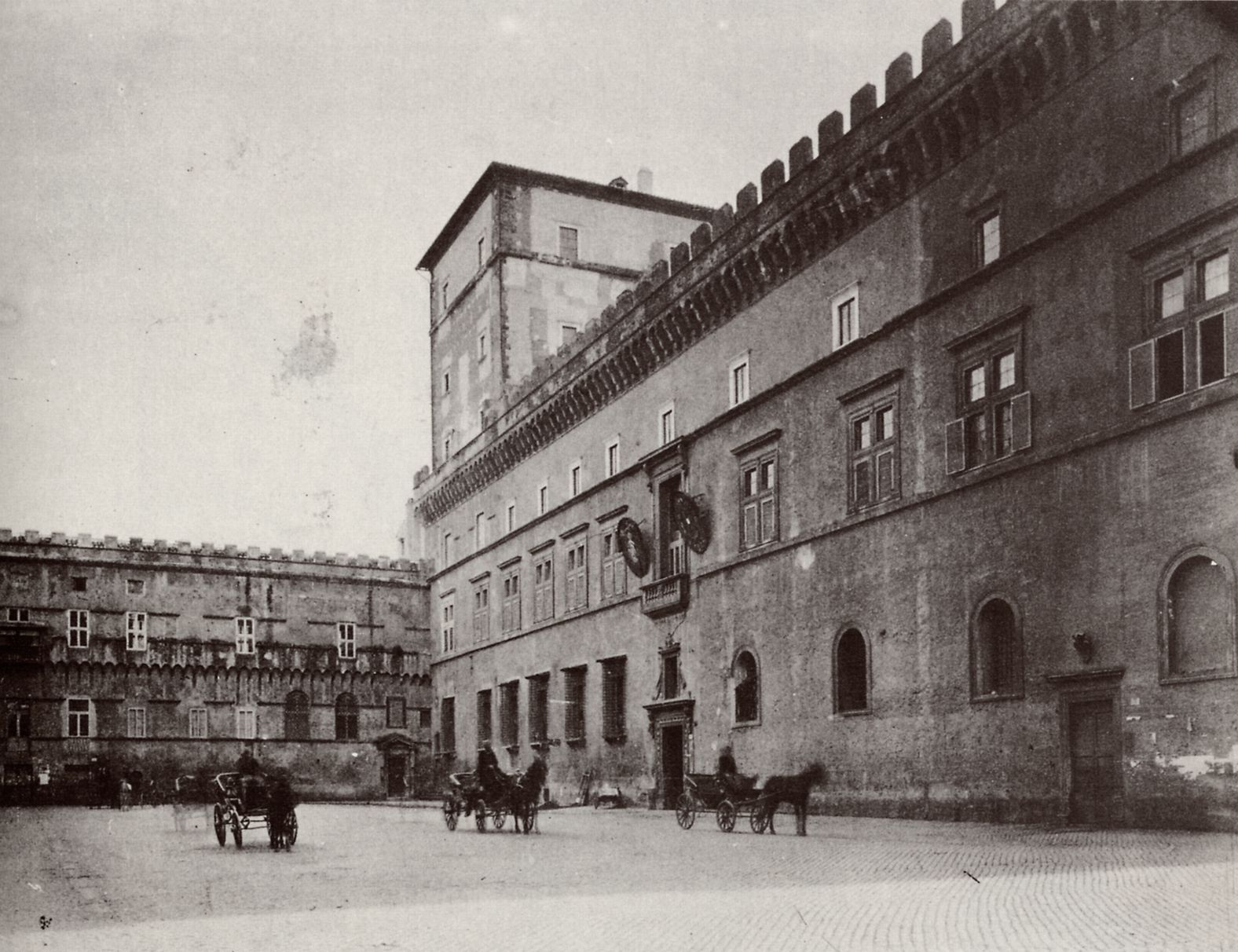
Piazza Venezia vóór 1910, gezien vanuit het noorden (Via del Corso): achteraan Palazzetto Venezia op de oorspronkelijke locatie, en rechts Palazzo Venezia als ambassade van Oostenrijk-Hongarije (zie insignes naast het balkon)
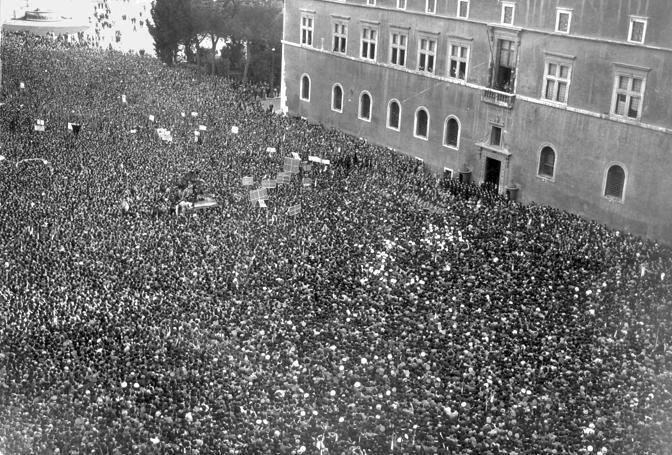
Mussolini verklaart de oorlog vanaf het balkon van Palazzo Venezia (10 juni 1940)

### Palazzo Venezia

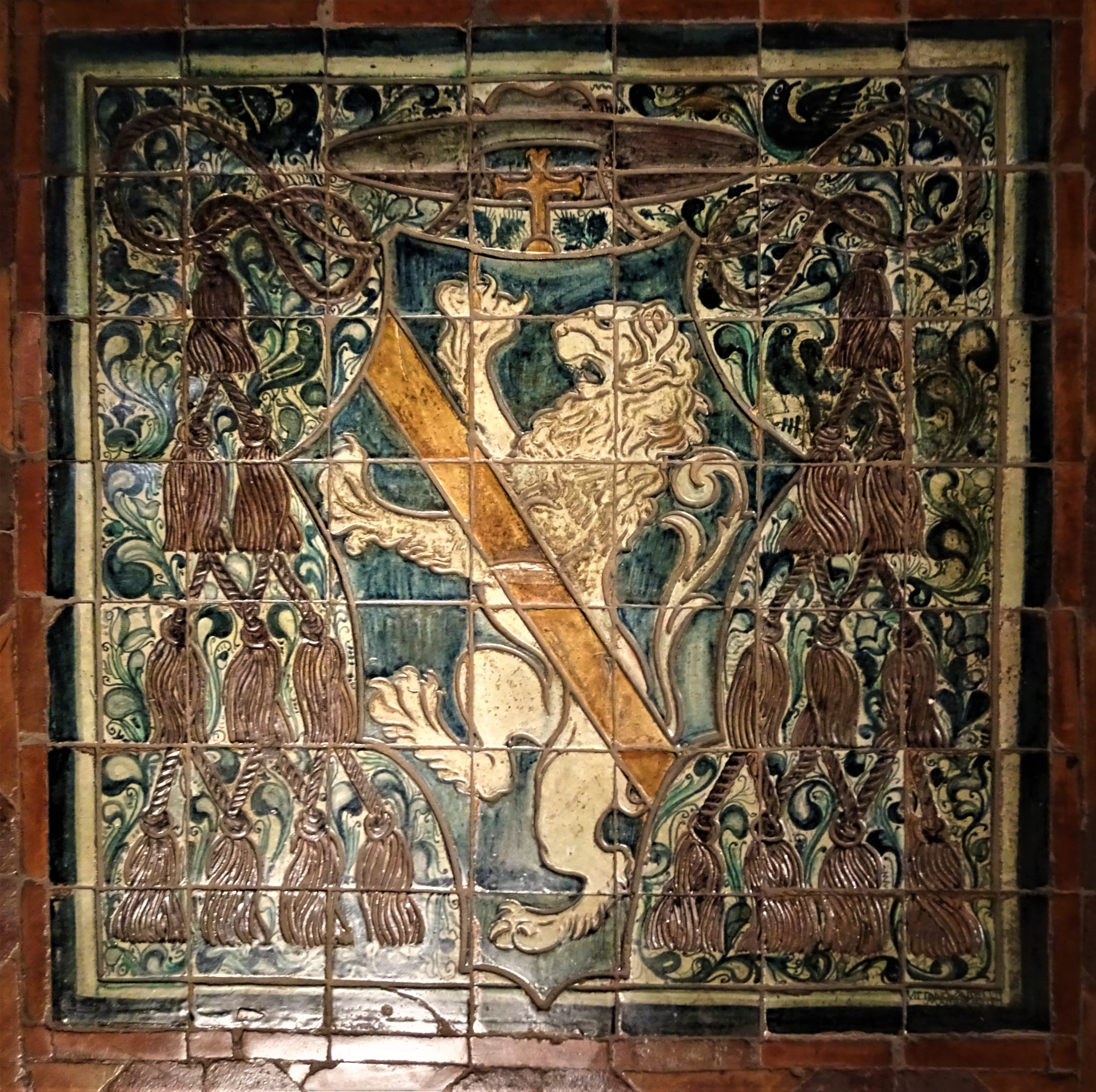
wapenschild van kardinaal Barbo in vloertegels in een van de zalen van het appartamento Barbo
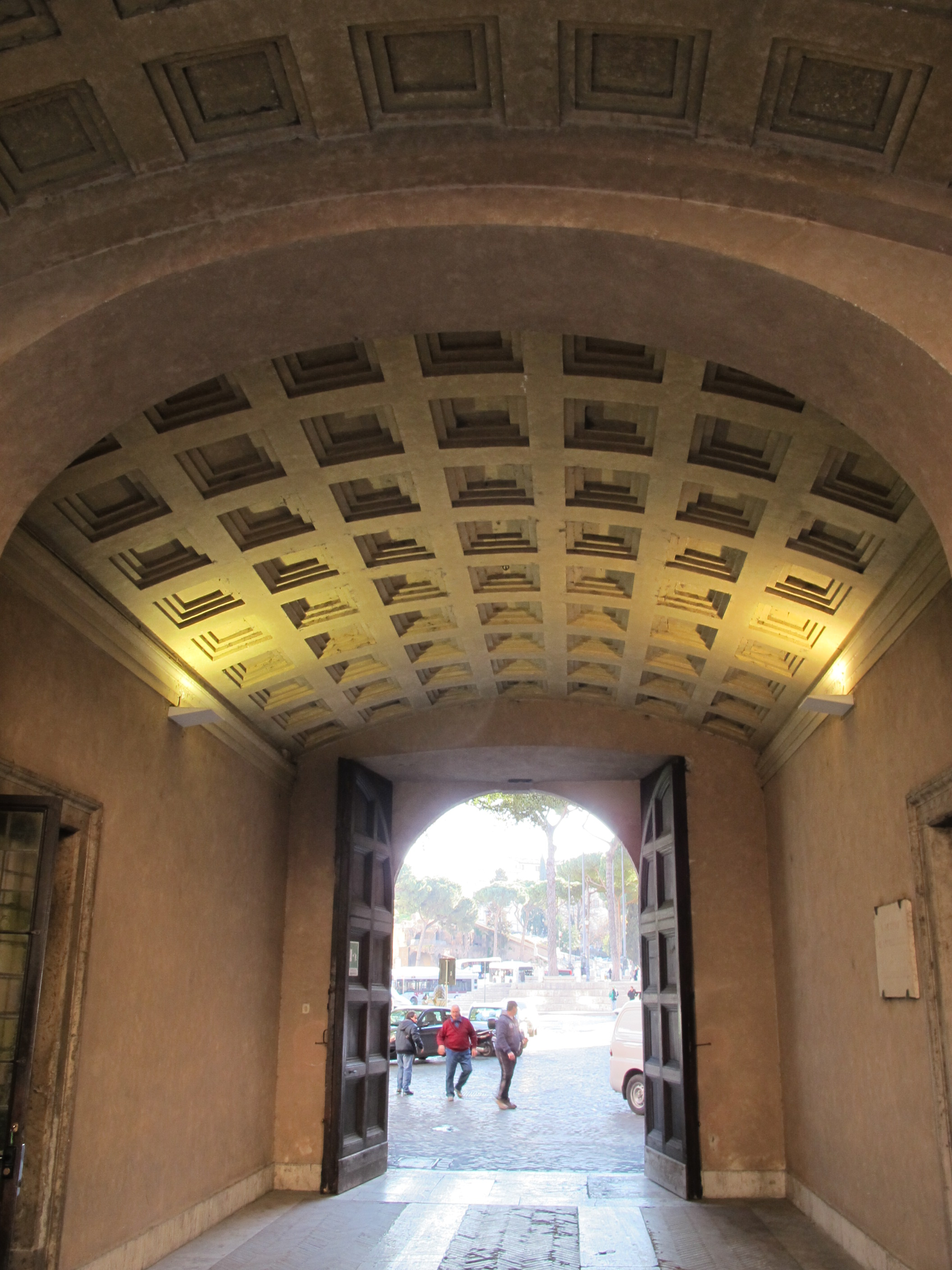
tongewelf met caissons, geïnspireerd op de koepel van het Pantheon
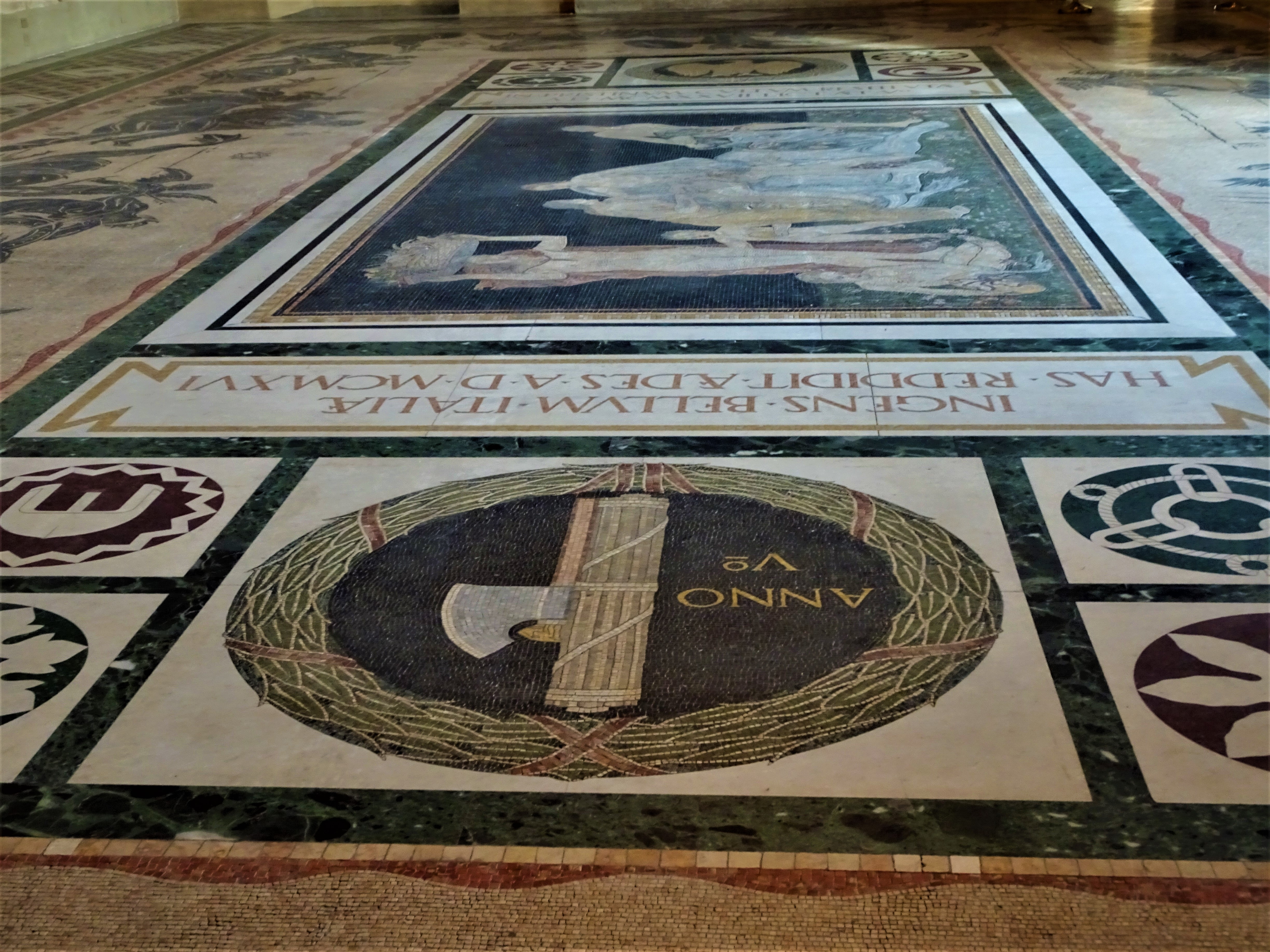
mozaïekvloer van de sala del mappamondo, 1927
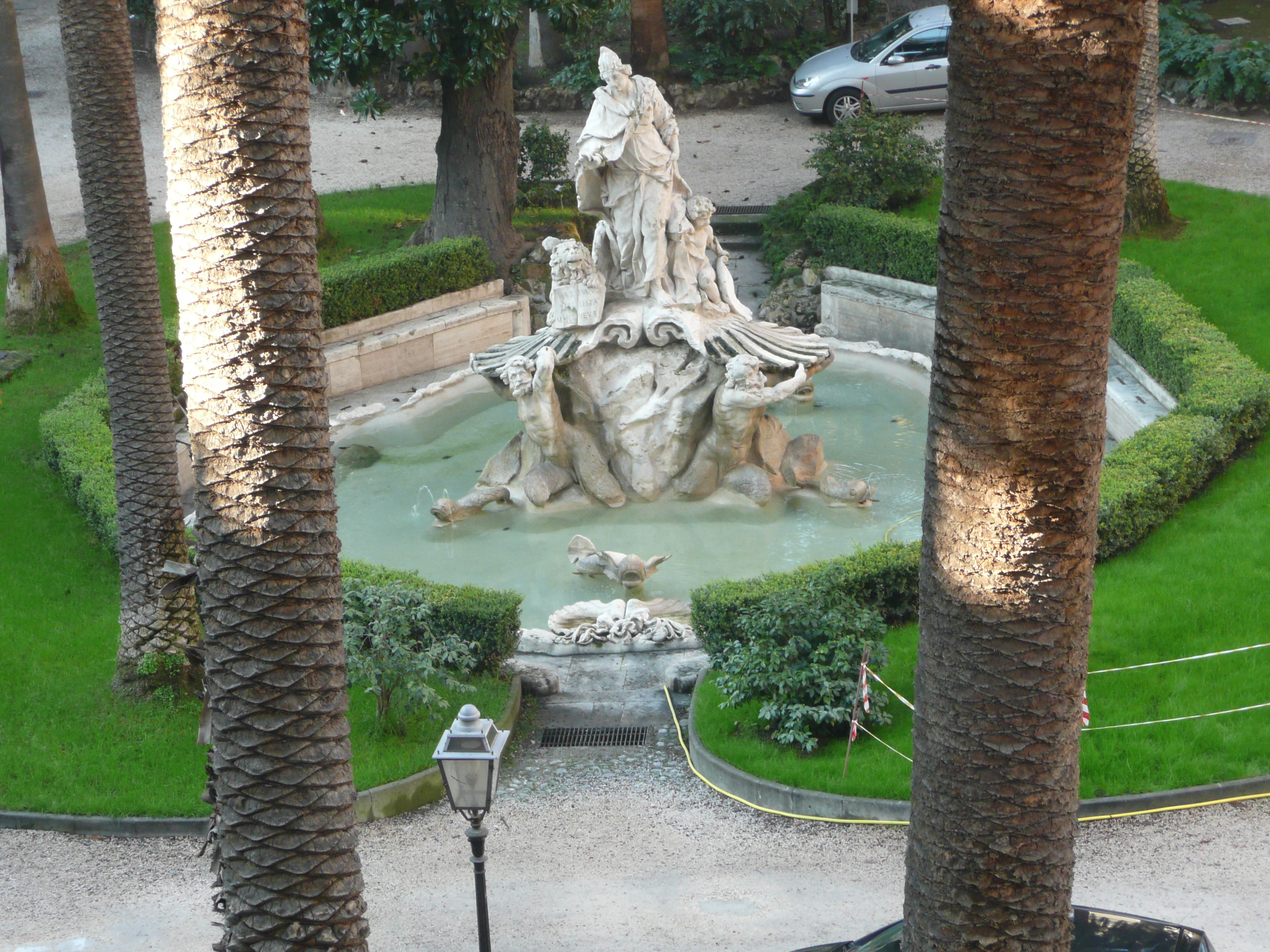
fontein op de binnenkoer, met het beeld van het huwelijk van Venezia met de zee
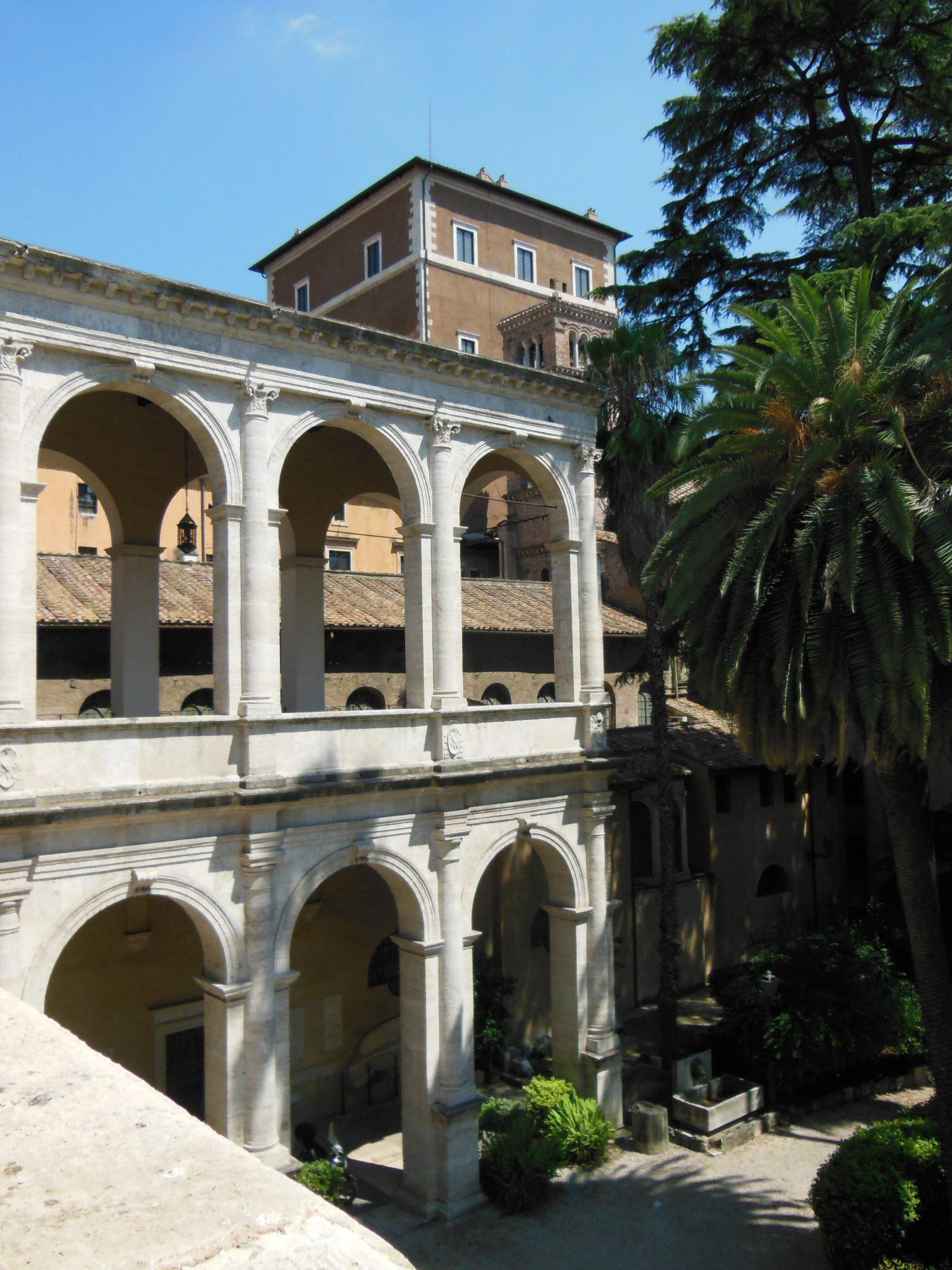
portiek en loggia rond de binnentuin
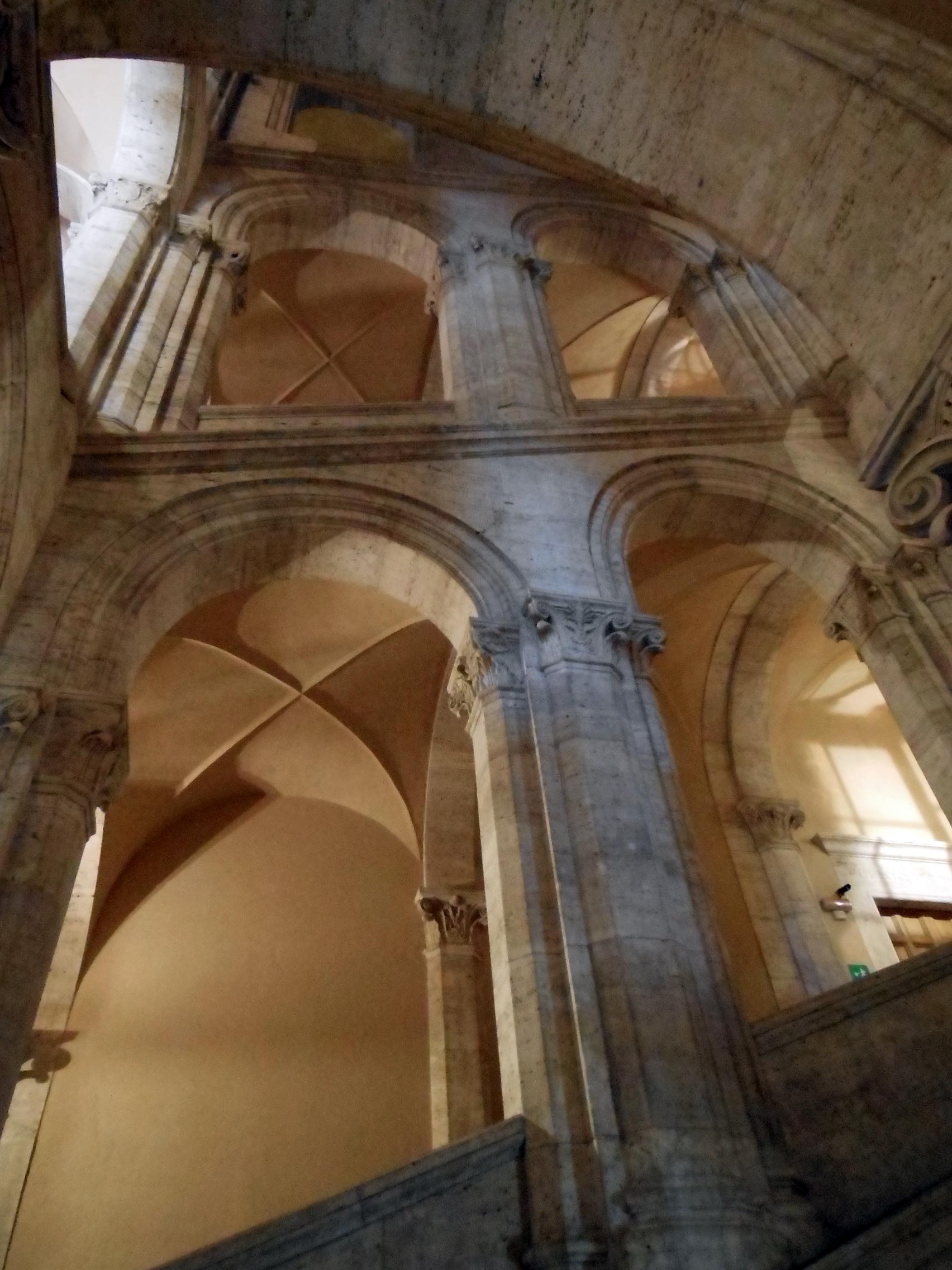
scala nova
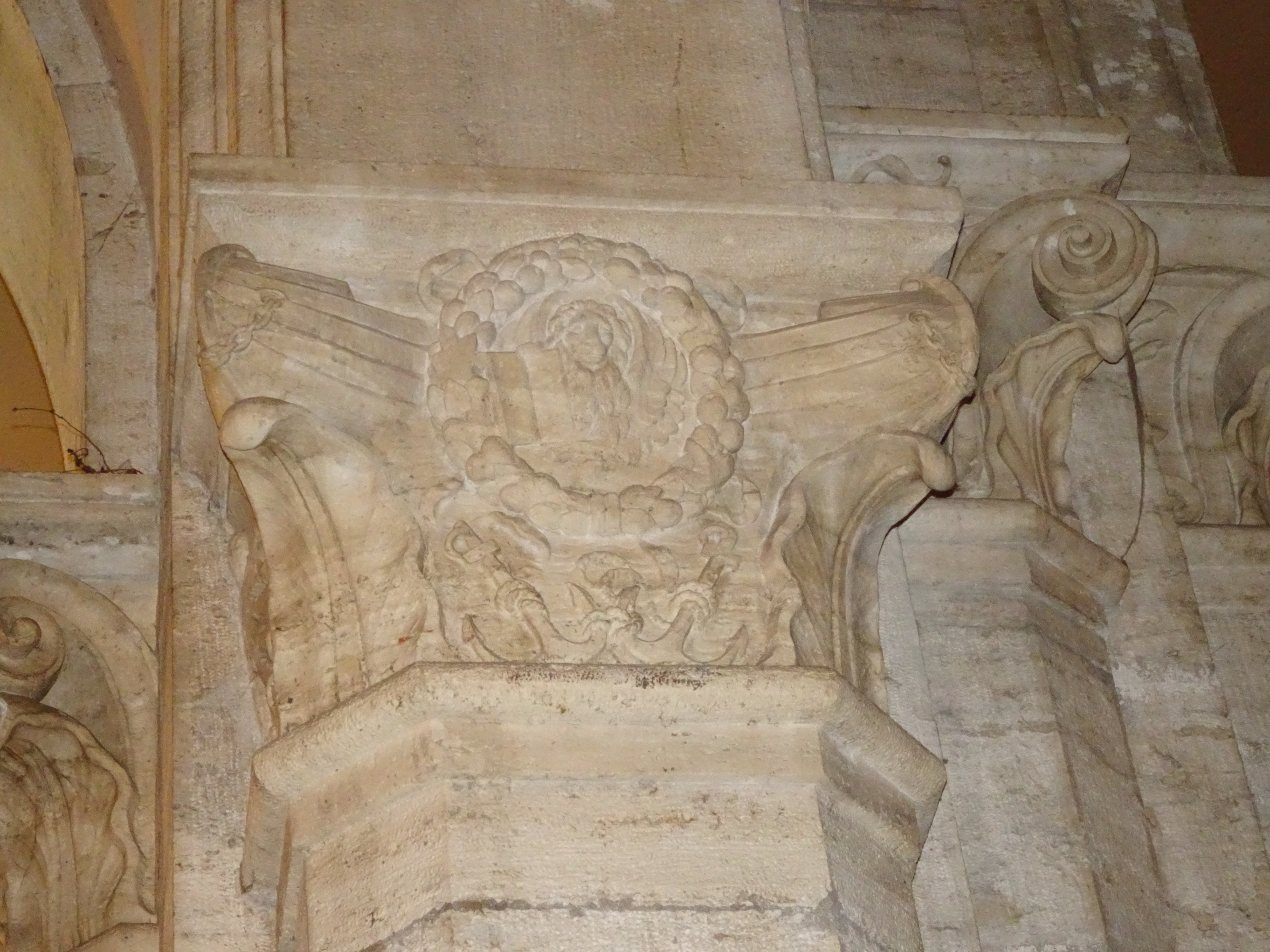
kapiteel van de Scala nova: de leeuw van Venetië, en twee ankers
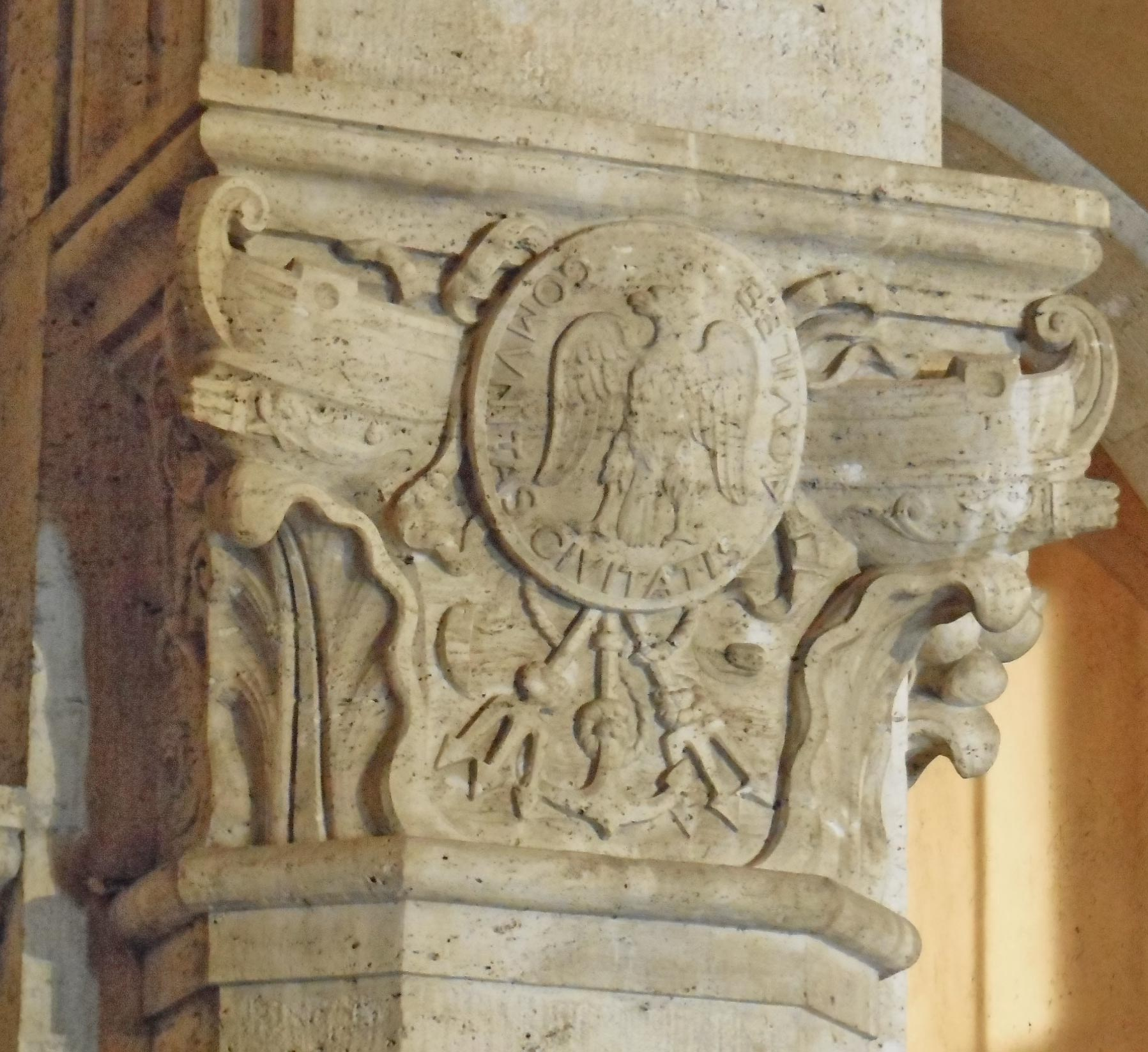
kapiteel van de scala nova, met wapenschild van de stad Aquileia
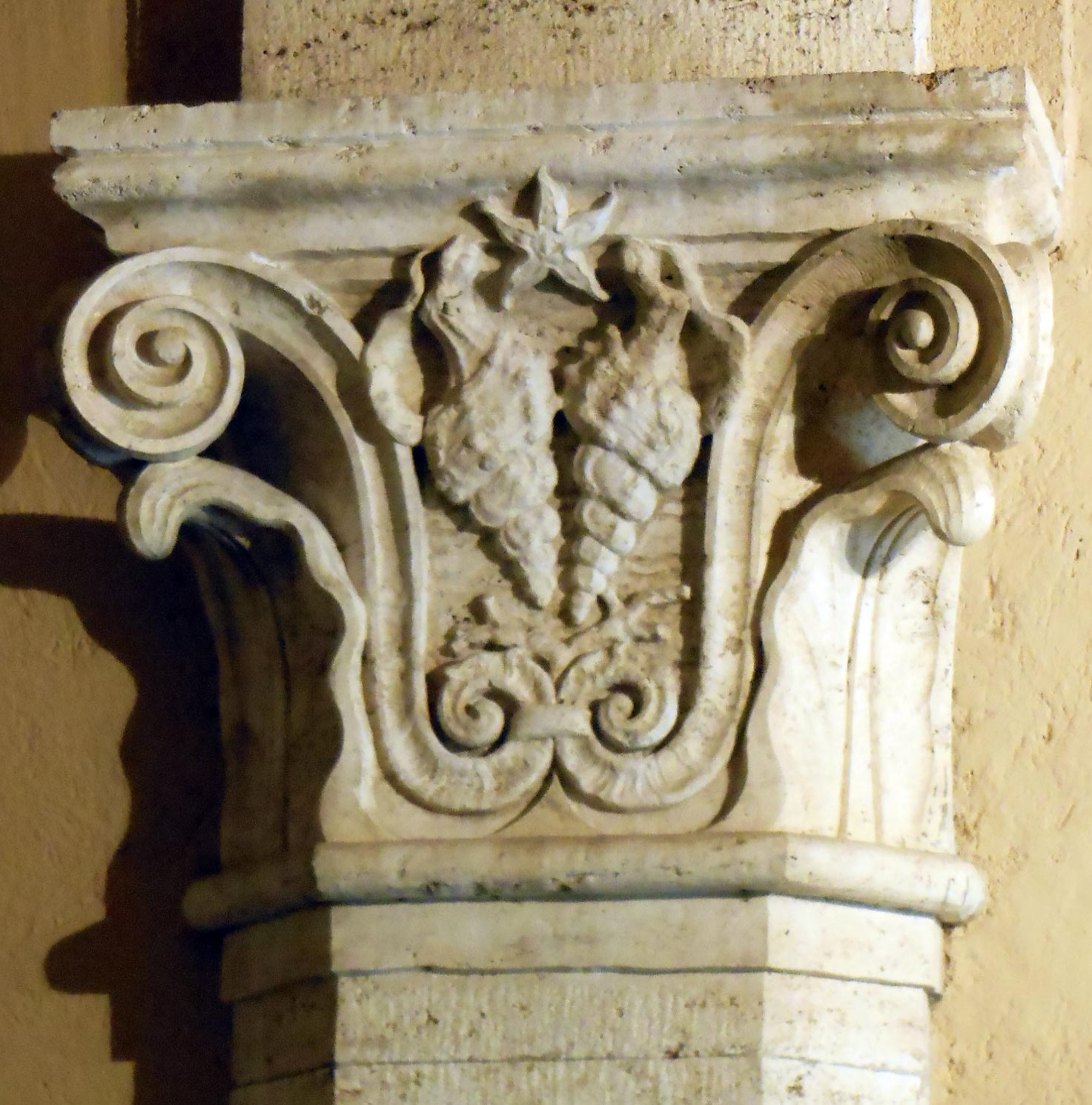
kapiteel van de scala nova, met zeemotieven
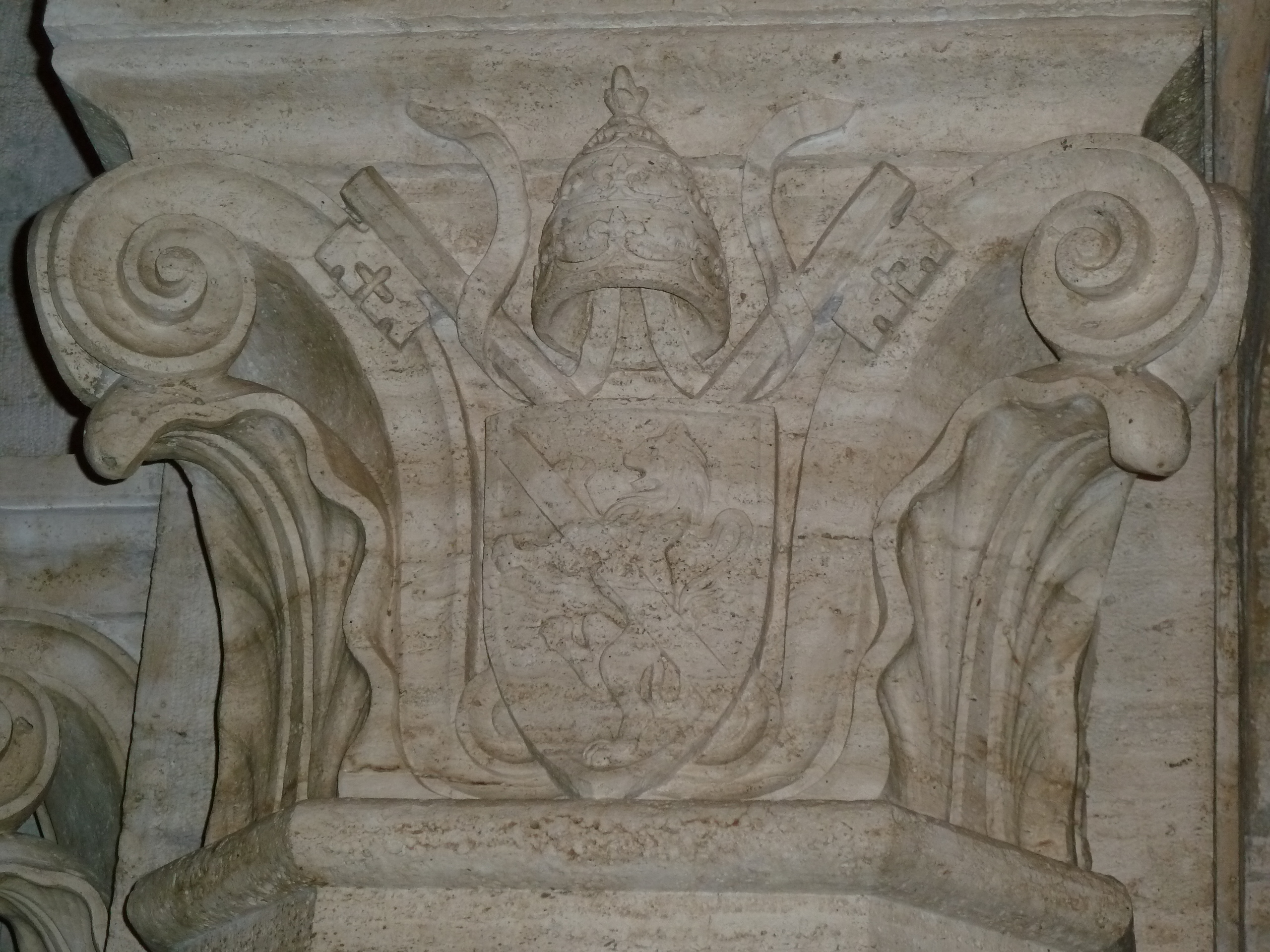
scala nova: kapiteel met wapenschild van paus Paulus II

Museo di Palazzo Venezia

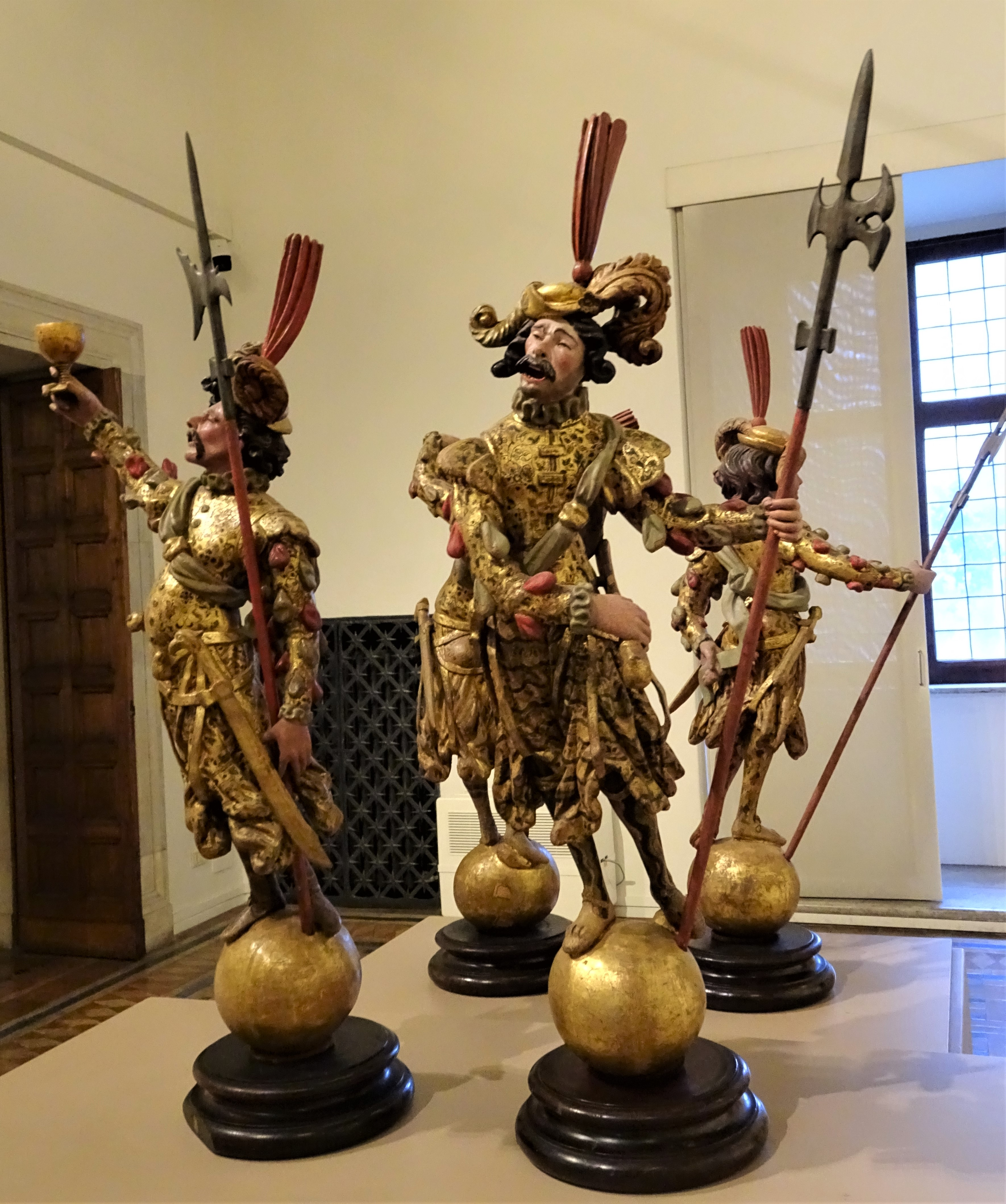
vier lansknechten. Houtsnijwerk uit Zuid-Duitsland, tweede helft 16de eeuw
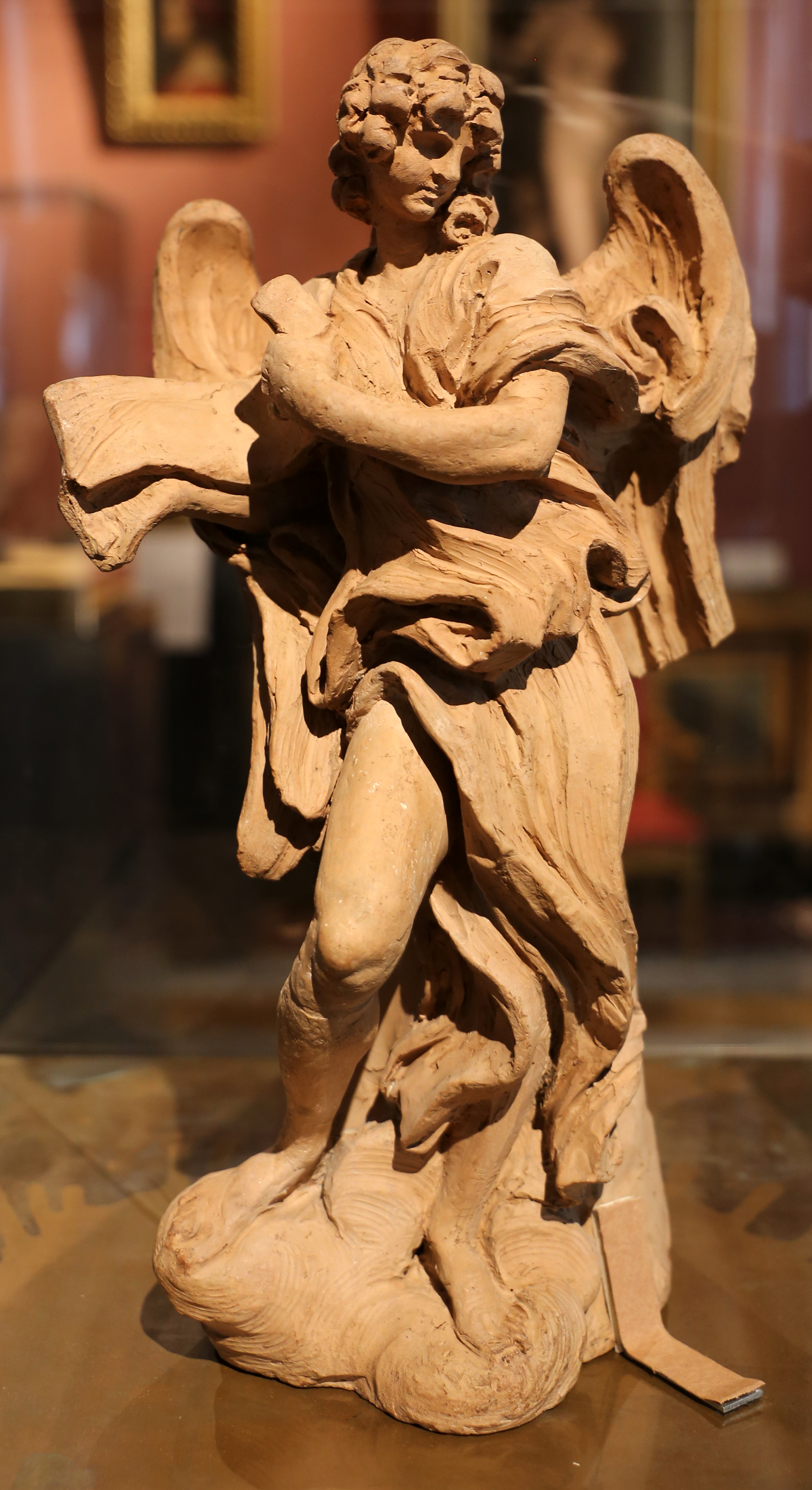
Gian Lorenzo Bernini: ontwerp in terracotta voor een van de engelenfiguren op de Ponte Sant'Angelo
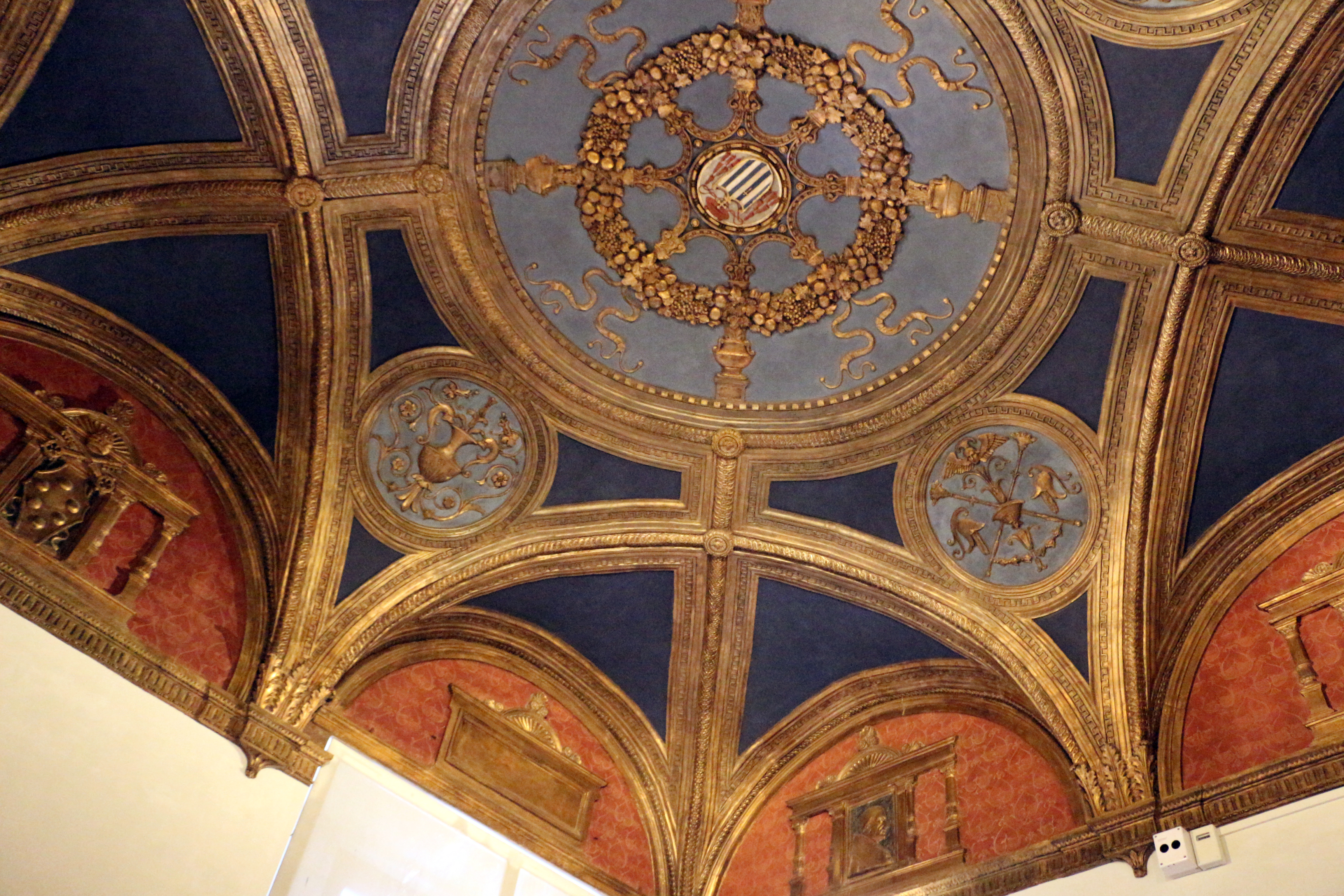
Palazzo Venezia: deel van een zoldering met wapenschilden, o.a. dat van de Medici
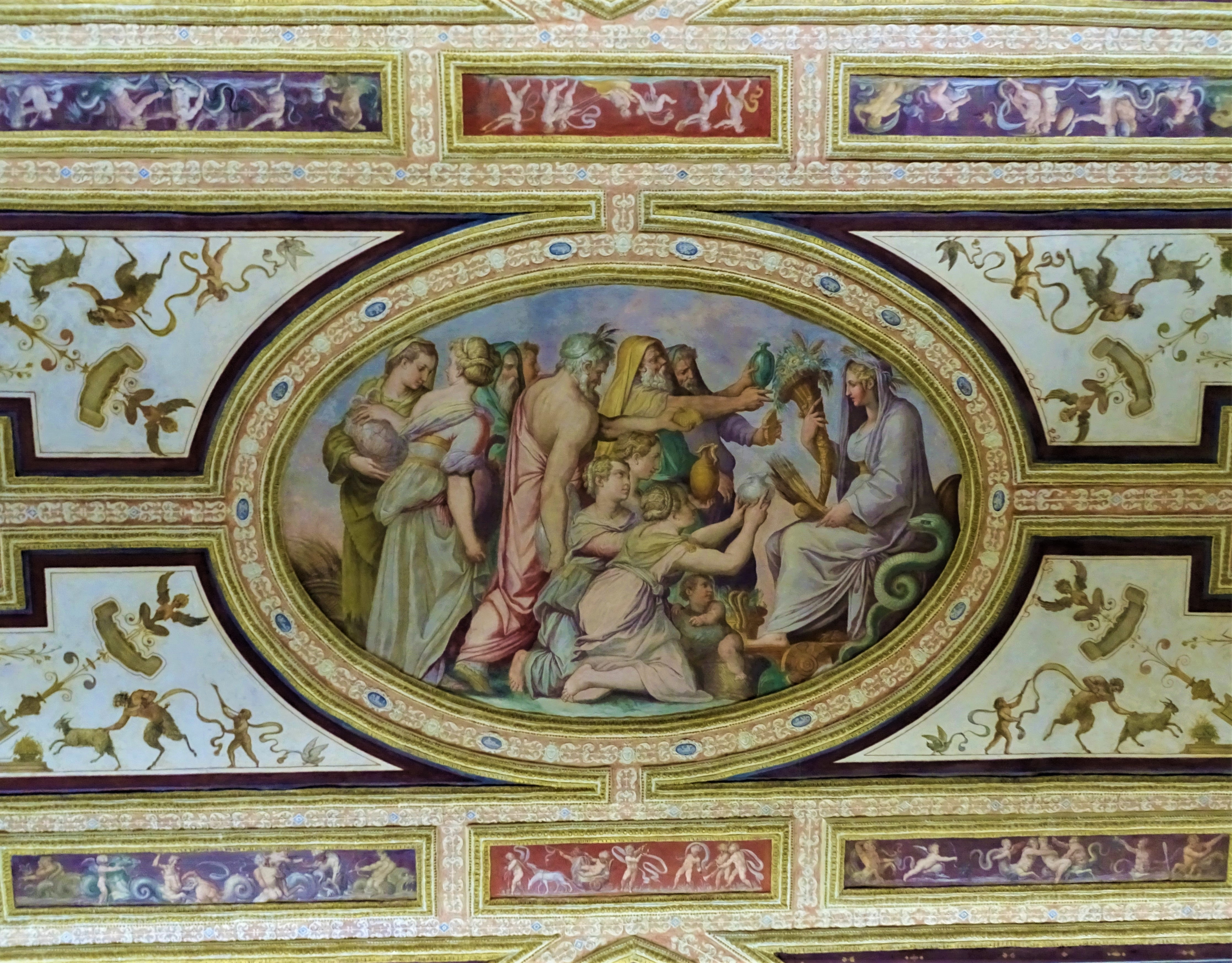
Giorgio Vasari: eerbetoon aan Ceres. Fresco uit het Palazzo Altoviti

### Palazzetto Venezia

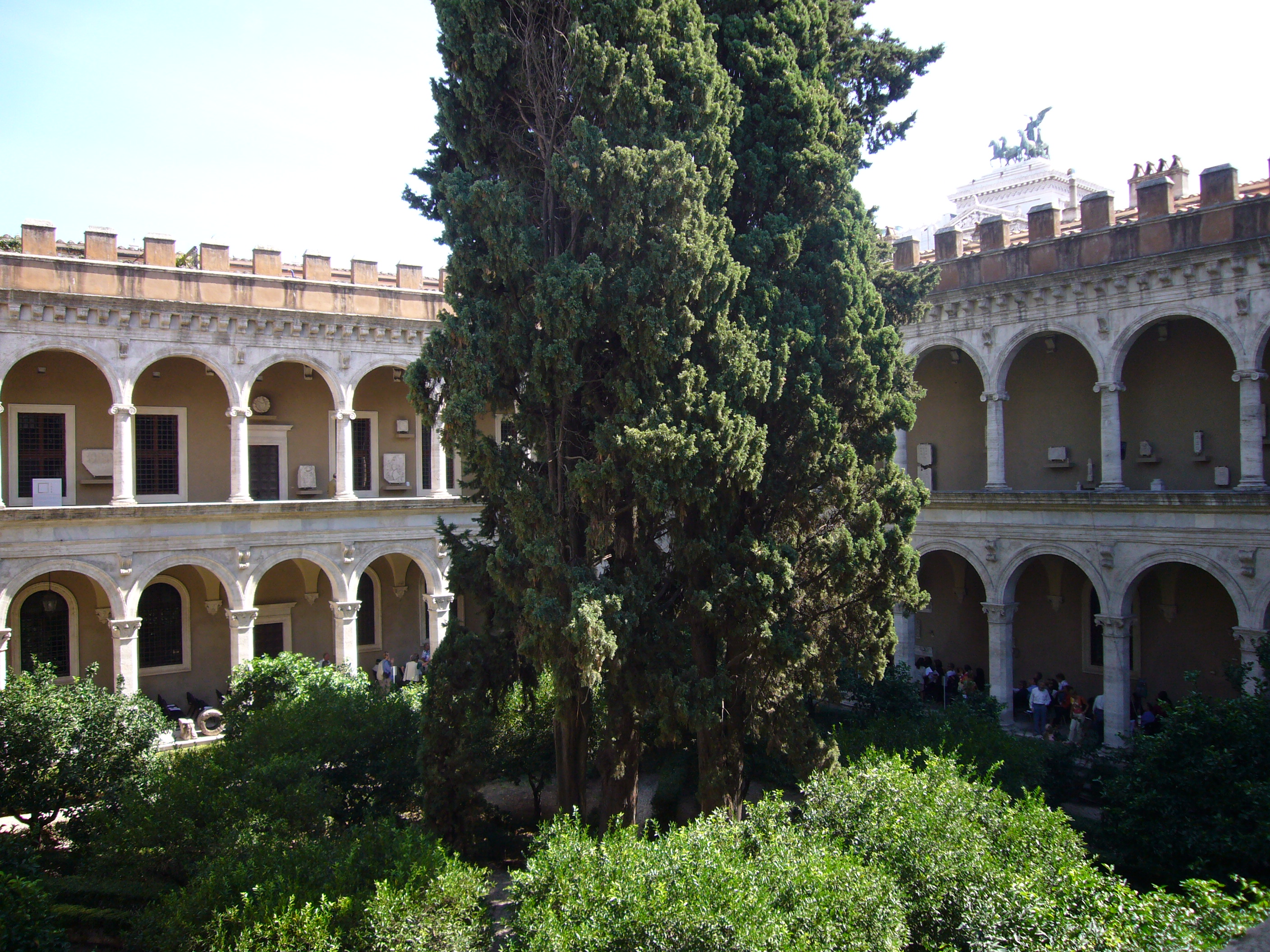
Palazzetto Venezia: binnentuin en gaanderijen
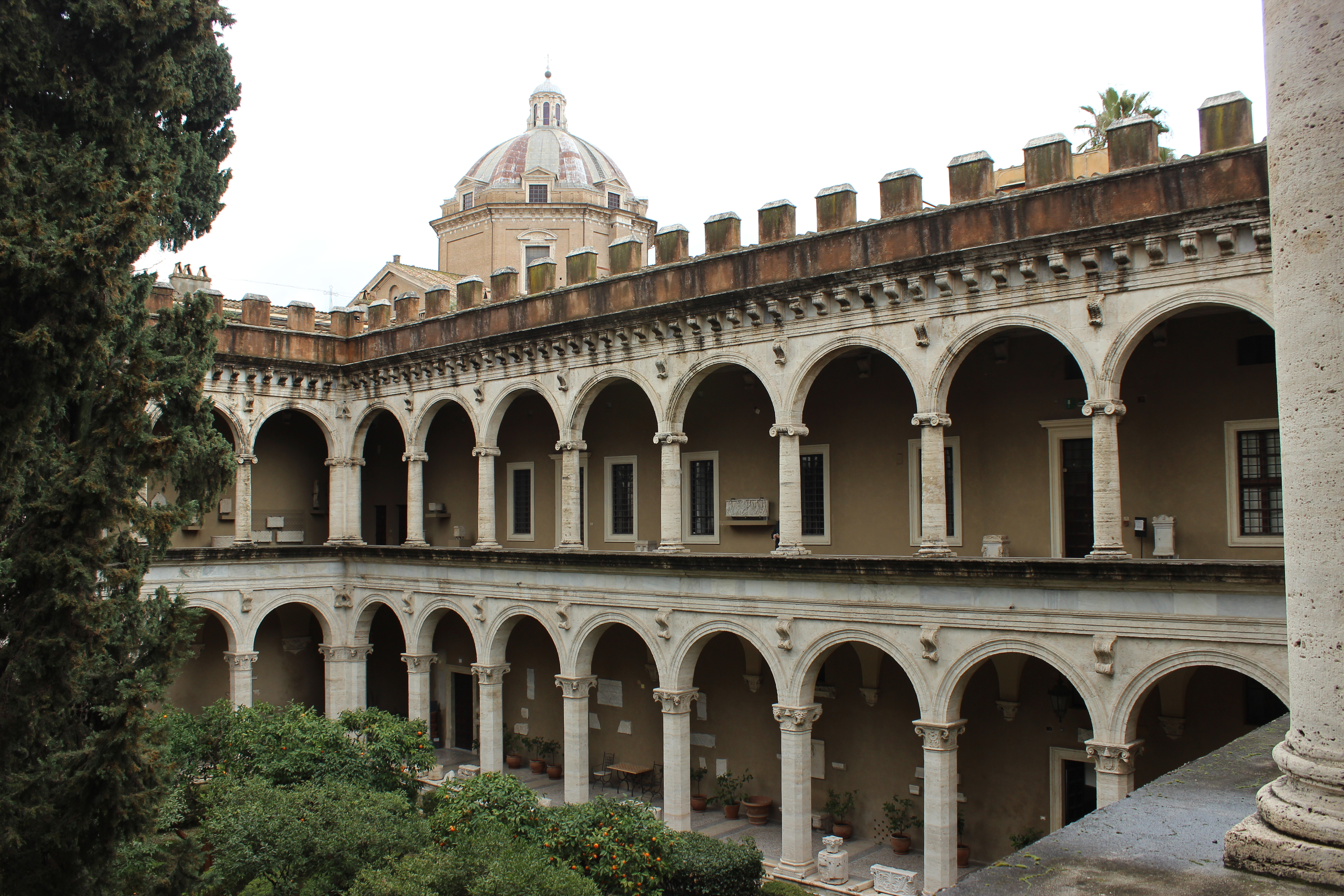
Palazzetto: binnentuin en gaanderijen
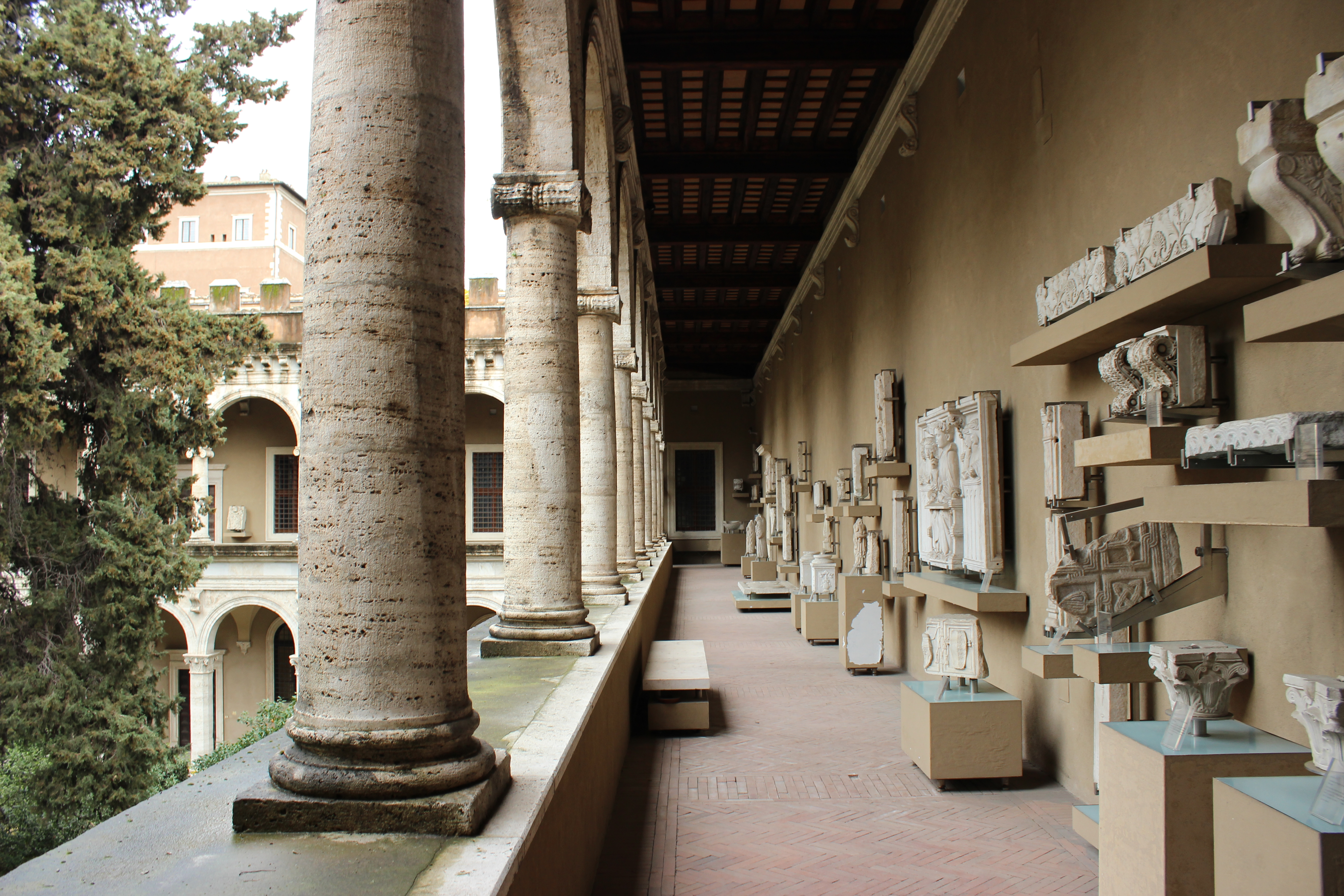
Palazzetto Venezia: loggia met lapidariumgedeelte van het museum

## Geraadpleegde bronnen
- (it)  Touring Club Italiano, Guida d'Italia: Roma, p.176-179 en p. 189, Milano 1993 (8e ed.).
- Cresti, Carlo, 1931-, Rendina, Claudio., Veen, Annemien van der., Doelman, Elke. (cop. 1999). Villa's en palazzi in Rome. Könemann, Keulen, pp. 58-65. ISBN 3-8290-1709-X.
- webpagina "Piazza Venezia" op de website Roma Segreta
- website van het palazzo en het museum